# Lista de asteroides (382001-383000)
Esta é uma lista parcial de asteroides, do asteroide número 382001 até o 383000, inclusive. Veja também o índice com todas as listas disponíveis.

| Objeto Próximos à Terra | Cinturão de asteroides (interno) | Cinturão de asteroides (externo) | Centauro       |
| Cruzador de Marte       | Cinturão de asteroides (meio)    | Troianos de Júpiter              | Transnetuniano |

Veja mais dados de cada asteroide na ligação externa para o Minor Planet Center na última coluna.
Índice: 382001... 382101... 382201... 382301... 382401... 382501... 382601... 382701... 382801... 382901... 

## 382001–382100
| Designação | Designação | Descoberta  | Descoberta       | Descobridor(es)                                  | Categoria | Mais informações / Referência |
| Permanente | Provisória | Data        | Local            | Descobridor(es)                                  | Categoria | Mais informações / Referência |
| ---------- | ---------- | ----------- | ---------------- | ------------------------------------------------ | --------- | ----------------------------- |
| 382001     | 2010 OM15  | 17 jul 2010 | WISE             | WISE                                             | —         | MPC                           |
| 382002     | 2010 OK46  | 29 jan 2010 | WISE             | WISE                                             | —         | MPC                           |
| 382003     | 2010 OZ60  | 23 jul 2010 | WISE             | WISE                                             | —         | MPC                           |
| 382004     | 2010 RM64  | 9 set 2010  | La Silla         | D. L. Rabinowitz, M. E. Schwamb, S. Tourtellotte | —         | MPC                           |
| 382005     | 2010 TO6   | 1 out 2010  | Catalina         | CSS                                              | Juno      | MPC                           |
| 382006     | 2010 UF52  | 28 out 2010 | Mount Lemmon     | Mount Lemmon Survey                              | —         | MPC                           |
| 382007     | 2010 UD107 | 1 fev 2006  | Mount Lemmon     | Mount Lemmon Survey                              | —         | MPC                           |
| 382008     | 2010 XE83  | 7 fev 2008  | Mount Lemmon     | Mount Lemmon Survey                              | —         | MPC                           |
| 382009     | 2011 AW4   | 17 out 2003 | Kitt Peak        | Spacewatch                                       | —         | MPC                           |
| 382010     | 2011 AN20  | 15 abr 2008 | Mount Lemmon     | Mount Lemmon Survey                              | —         | MPC                           |
| 382011     | 2011 AQ47  | 9 fev 2008  | Kitt Peak        | Spacewatch                                       | —         | MPC                           |
| 382012     | 2011 AC58  | 2 mar 1995  | Kitt Peak        | Spacewatch                                       | —         | MPC                           |
| 382013     | 2011 AG65  | 17 dez 2003 | Kitt Peak        | Spacewatch                                       | —         | MPC                           |
| 382014     | 2011 BQ11  | 12 jul 2004 | Reedy Creek      | J. Broughton                                     | —         | MPC                           |
| 382015     | 2011 BV46  | 29 ago 2005 | Kitt Peak        | Spacewatch                                       | —         | MPC                           |
| 382016     | 2011 BH53  | 15 nov 2006 | Kitt Peak        | Spacewatch                                       | —         | MPC                           |
| 382017     | 2011 BK53  | 28 mar 2004 | Kitt Peak        | Spacewatch                                       | —         | MPC                           |
| 382018     | 2011 BT53  | 15 nov 2006 | Kitt Peak        | Spacewatch                                       | Mitidika  | MPC                           |
| 382019     | 2011 BM62  | 12 dez 2006 | Mount Lemmon     | Mount Lemmon Survey                              | —         | MPC                           |
| 382020     | 2011 BR62  | 9 mai 2004  | Kitt Peak        | Spacewatch                                       | —         | MPC                           |
| 382021     | 2011 BN70  | 12 mar 1996 | Kitt Peak        | Spacewatch                                       | —         | MPC                           |
| 382022     | 2011 BE74  | 14 set 1991 | Kitt Peak        | Spacewatch                                       | —         | MPC                           |
| 382023     | 2011 BX91  | 25 dez 2005 | Kitt Peak        | Spacewatch                                       | —         | MPC                           |
| 382024     | 2011 BN102 | 8 mar 2008  | Kitt Peak        | Spacewatch                                       | —         | MPC                           |
| 382025     | 2011 BG108 | 6 abr 1999  | Kitt Peak        | Spacewatch                                       | —         | MPC                           |
| 382026     | 2011 BE125 | 17 jun 2005 | Mount Lemmon     | Mount Lemmon Survey                              | —         | MPC                           |
| 382027     | 2011 BT161 | 26 set 2006 | Kitt Peak        | Spacewatch                                       | —         | MPC                           |
| 382028     | 2011 CB11  | 18 nov 2006 | Kitt Peak        | Spacewatch                                       | —         | MPC                           |
| 382029     | 2011 CJ17  | 17 mar 2004 | Kitt Peak        | Spacewatch                                       | —         | MPC                           |
| 382030     | 2011 CP18  | 4 out 2006  | Mount Lemmon     | Mount Lemmon Survey                              | —         | MPC                           |
| 382031     | 2011 CV22  | 13 out 2006 | Kitt Peak        | Spacewatch                                       | —         | MPC                           |
| 382032     | 2011 CW23  | 5 abr 2000  | Kitt Peak        | Spacewatch                                       | —         | MPC                           |
| 382033     | 2011 CR24  | 13 dez 2006 | Kitt Peak        | Spacewatch                                       | —         | MPC                           |
| 382034     | 2011 CJ27  | 29 fev 2000 | Socorro          | LINEAR                                           | Mitidika  | MPC                           |
| 382035     | 2011 CF35  | 7 jul 2005  | Mauna Kea        | C. Veillet                                       | —         | MPC                           |
| 382036     | 2011 CT47  | 11 nov 2006 | Mount Lemmon     | Mount Lemmon Survey                              | —         | MPC                           |
| 382037     | 2011 CD48  | 27 set 2006 | Kitt Peak        | Spacewatch                                       | —         | MPC                           |
| 382038     | 2011 CX60  | 13 nov 2006 | Kitt Peak        | Spacewatch                                       | —         | MPC                           |
| 382039     | 2011 CX68  | 2 out 2006  | Mount Lemmon     | Mount Lemmon Survey                              | —         | MPC                           |
| 382040     | 2011 CX80  | 12 dez 2006 | Kitt Peak        | Spacewatch                                       | Mitidika  | MPC                           |
| 382041     | 2011 CF86  | 5 abr 2000  | Socorro          | LINEAR                                           | —         | MPC                           |
| 382042     | 2011 CU91  | 20 nov 2003 | Kitt Peak        | Spacewatch                                       | —         | MPC                           |
| 382043     | 2011 DU2   | 19 nov 2006 | Kitt Peak        | Spacewatch                                       | —         | MPC                           |
| 382044     | 2011 DP5   | 22 nov 2006 | Mount Lemmon     | Mount Lemmon Survey                              | —         | MPC                           |
| 382045     | 2011 DB10  | 8 fev 2007  | Kitt Peak        | Spacewatch                                       | Mitidika  | MPC                           |
| 382046     | 2011 DX10  | 17 dez 2006 | Mount Lemmon     | Mount Lemmon Survey                              | —         | MPC                           |
| 382047     | 2011 DB11  | 29 jan 2004 | Anderson Mesa    | LONEOS                                           | —         | MPC                           |
| 382048     | 2011 DX11  | 17 mar 1996 | Kitt Peak        | Spacewatch                                       | —         | MPC                           |
| 382049     | 2011 DW22  | 14 mar 2007 | Kitt Peak        | Spacewatch                                       | —         | MPC                           |
| 382050     | 2011 DK25  | 5 jul 2005  | Mount Lemmon     | Mount Lemmon Survey                              | —         | MPC                           |
| 382051     | 2011 DG29  | 9 mar 2007  | Mount Lemmon     | Mount Lemmon Survey                              | —         | MPC                           |
| 382052     | 2011 DL30  | 22 abr 2004 | Kitt Peak        | Spacewatch                                       | Mitidika  | MPC                           |
| 382053     | 2011 DW31  | 15 mar 2004 | Kitt Peak        | Spacewatch                                       | —         | MPC                           |
| 382054     | 2011 EU2   | 11 abr 2008 | Kitt Peak        | Spacewatch                                       | —         | MPC                           |
| 382055     | 2011 ES13  | 3 mar 2000  | Socorro          | LINEAR                                           | —         | MPC                           |
| 382056     | 2011 ER15  | 4 mar 2011  | Kitt Peak        | Spacewatch                                       | —         | MPC                           |
| 382057     | 2011 ES17  | 17 fev 2004 | Goodricke-Pigott | R. A. Tucker                                     | —         | MPC                           |
| 382058     | 2011 EC18  | 28 jan 2007 | Kitt Peak        | Spacewatch                                       | —         | MPC                           |
| 382059     | 2011 EQ22  | 14 abr 2004 | Kitt Peak        | Spacewatch                                       | —         | MPC                           |
| 382060     | 2011 EJ24  | 24 out 2001 | Kitt Peak        | Spacewatch                                       | —         | MPC                           |
| 382061     | 2011 ED30  | 4 mar 2001  | Kitt Peak        | Spacewatch                                       | —         | MPC                           |
| 382062     | 2011 EY33  | 14 set 2009 | Kitt Peak        | Spacewatch                                       | —         | MPC                           |
| 382063     | 2011 ES39  | 24 nov 2008 | Kitt Peak        | Spacewatch                                       | Ursula    | MPC                           |
| 382064     | 2011 ET39  | 15 mar 2004 | Kitt Peak        | Spacewatch                                       | —         | MPC                           |
| 382065     | 2011 EG42  | 8 fev 2002  | Kitt Peak        | Spacewatch                                       | —         | MPC                           |
| 382066     | 2011 EQ44  | 30 jan 2011 | Kitt Peak        | Spacewatch                                       | —         | MPC                           |
| 382067     | 2011 EU53  | 12 out 2005 | Kitt Peak        | Spacewatch                                       | —         | MPC                           |
| 382068     | 2011 ET54  | 14 abr 2004 | Kitt Peak        | Spacewatch                                       | —         | MPC                           |
| 382069     | 2011 ER63  | 21 dez 2006 | Kitt Peak        | Spacewatch                                       | —         | MPC                           |
| 382070     | 2011 EL73  | 27 fev 2006 | Kitt Peak        | Spacewatch                                       | —         | MPC                           |
| 382071     | 2011 EV75  | 1 out 2005  | Mount Lemmon     | Mount Lemmon Survey                              | Mitidika  | MPC                           |
| 382072     | 2011 FD6   | 18 nov 1998 | La Palma         | A. Fitzsimmons                                   | —         | MPC                           |
| 382073     | 2011 FV15  | 22 out 2009 | Mount Lemmon     | Mount Lemmon Survey                              | Mitidika  | MPC                           |
| 382074     | 2011 FY15  | 6 nov 2005  | Mount Lemmon     | Mount Lemmon Survey                              | —         | MPC                           |
| 382075     | 2011 FK16  | 6 mai 2006  | Mount Lemmon     | Mount Lemmon Survey                              | —         | MPC                           |
| 382076     | 2011 FA18  | 10 jan 2007 | Mount Lemmon     | Mount Lemmon Survey                              | —         | MPC                           |
| 382077     | 2011 FR27  | 14 mar 2011 | Catalina         | CSS                                              | —         | MPC                           |
| 382078     | 2011 FH28  | 14 dez 2010 | Kitt Peak        | Spacewatch                                       | Eos       | MPC                           |
| 382079     | 2011 FE33  | 29 jan 2007 | Kitt Peak        | Spacewatch                                       | —         | MPC                           |
| 382080     | 2011 FL38  | 23 ago 2008 | Kitt Peak        | Spacewatch                                       | —         | MPC                           |
| 382081     | 2011 FV54  | 25 jan 2007 | Kitt Peak        | Spacewatch                                       | Mitidika  | MPC                           |
| 382082     | 2011 FM79  | 1 dez 2005  | Kitt Peak        | Spacewatch                                       | —         | MPC                           |
| 382083     | 2011 FV80  | 22 fev 2011 | Kitt Peak        | Spacewatch                                       | Mitidika  | MPC                           |
| 382084     | 2011 FA84  | 6 out 2008  | Mount Lemmon     | Mount Lemmon Survey                              | —         | MPC                           |
| 382085     | 2011 FU96  | 5 nov 2005  | Kitt Peak        | Spacewatch                                       | —         | MPC                           |
| 382086     | 2011 FO127 | 18 mar 2004 | Kitt Peak        | Spacewatch                                       | —         | MPC                           |
| 382087     | 2011 FC130 | 3 jan 2000  | Kitt Peak        | Spacewatch                                       | —         | MPC                           |
| 382088     | 2011 FL142 | 26 out 2005 | Kitt Peak        | Spacewatch                                       | —         | MPC                           |
| 382089     | 2011 FU142 | 2 mar 2011  | Kitt Peak        | Spacewatch                                       | Brangane  | MPC                           |
| 382090     | 2011 FG151 | 25 fev 2007 | Kitt Peak        | Spacewatch                                       | —         | MPC                           |
| 382091     | 2011 GU1   | 16 dez 2009 | Mount Lemmon     | Mount Lemmon Survey                              | —         | MPC                           |
| 382092     | 2011 GL5   | 17 abr 2007 | Catalina         | CSS                                              | —         | MPC                           |
| 382093     | 2011 GE34  | 12 mai 2007 | Mount Lemmon     | Mount Lemmon Survey                              | —         | MPC                           |
| 382094     | 2011 GA37  | 30 jan 2006 | Kitt Peak        | Spacewatch                                       | Eos       | MPC                           |
| 382095     | 2011 GQ42  | 6 mar 2011  | Mount Lemmon     | Mount Lemmon Survey                              | —         | MPC                           |
| 382096     | 2011 GT49  | 9 out 2004  | Kitt Peak        | Spacewatch                                       | —         | MPC                           |
| 382097     | 2011 GN50  | 6 out 2008  | Mount Lemmon     | Mount Lemmon Survey                              | —         | MPC                           |
| 382098     | 2011 GT58  | 25 abr 2003 | Kitt Peak        | Spacewatch                                       | —         | MPC                           |
| 382099     | 2011 GA63  | 4 out 2004  | Kitt Peak        | Spacewatch                                       | —         | MPC                           |
| 382100     | 2011 GA66  | 11 mar 2007 | Kitt Peak        | Spacewatch                                       | —         | MPC                           |

## 382101–382200
| Designação | Designação | Descoberta  | Descoberta      | Descobridor(es)     | Categoria | Mais informações / Referência |
| Permanente | Provisória | Data        | Local           | Descobridor(es)     | Categoria | Mais informações / Referência |
| ---------- | ---------- | ----------- | --------------- | ------------------- | --------- | ----------------------------- |
| 382101     | 2011 GY66  | 15 jan 2007 | Kitt Peak       | Spacewatch          | —         | MPC                           |
| 382102     | 2011 GJ67  | 10 nov 2009 | Kitt Peak       | Spacewatch          | —         | MPC                           |
| 382103     | 2011 GQ69  | 1 out 2005  | Mount Lemmon    | Mount Lemmon Survey | —         | MPC                           |
| 382104     | 2011 GG70  | 20 nov 2009 | Mount Lemmon    | Mount Lemmon Survey | —         | MPC                           |
| 382105     | 2011 GO72  | 9 out 2007  | Mount Lemmon    | Mount Lemmon Survey | —         | MPC                           |
| 382106     | 2011 GQ76  | 10 out 2007 | Catalina        | CSS                 | —         | MPC                           |
| 382107     | 2011 HA    | 24 abr 2007 | Kitt Peak       | Spacewatch          | —         | MPC                           |
| 382108     | 2011 HO3   | 20 nov 2009 | Kitt Peak       | Spacewatch          | —         | MPC                           |
| 382109     | 2011 HB15  | 14 out 2004 | Kitt Peak       | Spacewatch          | —         | MPC                           |
| 382110     | 2011 HJ15  | 16 nov 2009 | Mount Lemmon    | Mount Lemmon Survey | —         | MPC                           |
| 382111     | 2011 HD17  | 11 abr 2007 | Kitt Peak       | Spacewatch          | —         | MPC                           |
| 382112     | 2011 HV27  | 3 nov 2008  | Mount Lemmon    | Mount Lemmon Survey | —         | MPC                           |
| 382113     | 2011 HG28  | 8 mar 2005  | Catalina        | CSS                 | —         | MPC                           |
| 382114     | 2011 HU32  | 21 out 2007 | Mount Lemmon    | Mount Lemmon Survey | Ursula    | MPC                           |
| 382115     | 2011 HG33  | 22 abr 2007 | Kitt Peak       | Spacewatch          | Eos       | MPC                           |
| 382116     | 2011 HV36  | 7 out 2008  | Mount Lemmon    | Mount Lemmon Survey | —         | MPC                           |
| 382117     | 2011 HN56  | 20 nov 2009 | Mount Lemmon    | Mount Lemmon Survey | —         | MPC                           |
| 382118     | 2011 HX56  | 21 dez 2000 | Uccle           | T. Pauwels          | —         | MPC                           |
| 382119     | 2011 HN69  | 9 fev 2007  | Kitt Peak       | Spacewatch          | —         | MPC                           |
| 382120     | 2011 HR74  | 10 mar 2005 | Catalina        | CSS                 | —         | MPC                           |
| 382121     | 2011 HG77  | 14 set 2007 | Siding Spring   | SSS                 | —         | MPC                           |
| 382122     | 2011 HD80  | 25 fev 2006 | Kitt Peak       | Spacewatch          | —         | MPC                           |
| 382123     | 2011 HX81  | 30 out 2005 | Mount Lemmon    | Mount Lemmon Survey | —         | MPC                           |
| 382124     | 2011 HO84  | 22 set 2008 | Kitt Peak       | Spacewatch          | —         | MPC                           |
| 382125     | 2011 HE91  | 6 out 2008  | Mount Lemmon    | Mount Lemmon Survey | —         | MPC                           |
| 382126     | 2011 HP92  | 1 dez 2005  | Kitt Peak       | Spacewatch          | —         | MPC                           |
| 382127     | 2011 HR95  | 22 nov 2009 | Catalina        | CSS                 | —         | MPC                           |
| 382128     | 2011 HX100 | 29 out 2008 | Mount Lemmon    | Mount Lemmon Survey | Eos       | MPC                           |
| 382129     | 2011 JV24  | 30 jan 2006 | Catalina        | CSS                 | —         | MPC                           |
| 382130     | 2011 JR27  | 1 nov 2008  | Mount Lemmon    | Mount Lemmon Survey | —         | MPC                           |
| 382131     | 2011 JS30  | 12 out 2007 | Catalina        | CSS                 | —         | MPC                           |
| 382132     | 2011 KN6   | 31 jan 2006 | Kitt Peak       | Spacewatch          | —         | MPC                           |
| 382133     | 2011 KP7   | 2 abr 2005  | Catalina        | CSS                 | —         | MPC                           |
| 382134     | 2011 KM12  | 12 nov 2005 | Kitt Peak       | Spacewatch          | —         | MPC                           |
| 382135     | 2011 KJ14  | 30 nov 2008 | Kitt Peak       | Spacewatch          | —         | MPC                           |
| 382136     | 2011 KN21  | 24 set 2008 | Catalina        | CSS                 | —         | MPC                           |
| 382137     | 2011 KY24  | 27 set 2008 | Mount Lemmon    | Mount Lemmon Survey | Eos       | MPC                           |
| 382138     | 2011 KC25  | 16 fev 2010 | Mount Lemmon    | Mount Lemmon Survey | Ursula    | MPC                           |
| 382139     | 2011 KS27  | 19 out 2000 | Kitt Peak       | Spacewatch          | —         | MPC                           |
| 382140     | 2011 KS29  | 18 nov 2008 | Kitt Peak       | Spacewatch          | —         | MPC                           |
| 382141     | 2011 KE30  | 24 mar 2006 | Siding Spring   | SSS                 | —         | MPC                           |
| 382142     | 2011 KE37  | 7 abr 2006  | Catalina        | CSS                 | —         | MPC                           |
| 382143     | 2011 KS44  | 21 mai 2011 | Mount Lemmon    | Mount Lemmon Survey | —         | MPC                           |
| 382144     | 2011 KX44  | 4 dez 2005  | Kitt Peak       | Spacewatch          | —         | MPC                           |
| 382145     | 2011 LX7   | 10 nov 2004 | Kitt Peak       | Spacewatch          | —         | MPC                           |
| 382146     | 2011 LT21  | 10 mar 2005 | Kitt Peak       | Spacewatch          | —         | MPC                           |
| 382147     | 2011 LU22  | 28 mai 2010 | WISE            | WISE                | —         | MPC                           |
| 382148     | 2011 MC3   | 7 mar 2005  | Socorro         | LINEAR              | Eos       | MPC                           |
| 382149     | 2011 MB5   | 23 jan 2006 | Mount Lemmon    | Mount Lemmon Survey | —         | MPC                           |
| 382150     | 2011 QN3   | 28 jul 2011 | Haleakalā       | Pan-STARRS          | —         | MPC                           |
| 382151     | 2011 QJ95  | 23 abr 2010 | WISE            | WISE                | —         | MPC                           |
| 382152     | 2011 UW404 | 10 fev 1996 | Kitt Peak       | Spacewatch          | —         | MPC                           |
| 382153     | 2012 EX14  | 2 nov 2000  | Socorro         | LINEAR              | Juno      | MPC                           |
| 382154     | 2012 FV60  | 18 abr 2005 | Kitt Peak       | Spacewatch          | —         | MPC                           |
| 382155     | 2012 FM67  | 8 fev 2008  | Kitt Peak       | Spacewatch          | —         | MPC                           |
| 382156     | 2012 FD74  | 23 fev 2012 | Mount Lemmon    | Mount Lemmon Survey | —         | MPC                           |
| 382157     | 2012 GS18  | 18 jan 2005 | Kitt Peak       | Spacewatch          | —         | MPC                           |
| 382158     | 2012 GK33  | 30 set 2003 | Kitt Peak       | Spacewatch          | —         | MPC                           |
| 382159     | 2012 HX2   | 30 dez 2008 | Catalina        | CSS                 | —         | MPC                           |
| 382160     | 2012 HV39  | 3 jun 2005  | Kitt Peak       | Spacewatch          | —         | MPC                           |
| 382161     | 2012 HM41  | 13 fev 2011 | Mount Lemmon    | Mount Lemmon Survey | —         | MPC                           |
| 382162     | 2012 HP42  | 16 set 2003 | Kitt Peak       | Spacewatch          | —         | MPC                           |
| 382163     | 2012 HZ47  | 10 jan 2008 | Kitt Peak       | Spacewatch          | —         | MPC                           |
| 382164     | 2012 HX49  | 15 set 2010 | Mount Lemmon    | Mount Lemmon Survey | Juno      | MPC                           |
| 382165     | 2012 HT63  | 31 dez 2005 | Kitt Peak       | Spacewatch          | —         | MPC                           |
| 382166     | 2012 HY64  | 6 dez 2010  | Kitt Peak       | Spacewatch          | —         | MPC                           |
| 382167     | 2012 HQ73  | 9 out 2010  | Catalina        | CSS                 | Juno      | MPC                           |
| 382168     | 2012 HP79  | 29 out 2008 | Kitt Peak       | Spacewatch          | —         | MPC                           |
| 382169     | 2012 JU13  | 15 jan 2005 | Kitt Peak       | Spacewatch          | —         | MPC                           |
| 382170     | 2012 JB20  | 4 mar 2005  | Kitt Peak       | Spacewatch          | —         | MPC                           |
| 382171     | 2012 JB24  | 8 nov 2010  | Mount Lemmon    | Mount Lemmon Survey | —         | MPC                           |
| 382172     | 2012 JX24  | 17 mai 2009 | Calvin-Rehoboth | L. A. Molnar        | —         | MPC                           |
| 382173     | 2012 JC25  | 17 mar 2005 | Kitt Peak       | Spacewatch          | —         | MPC                           |
| 382174     | 2012 JJ25  | 28 mar 2012 | Mount Lemmon    | Mount Lemmon Survey | —         | MPC                           |
| 382175     | 2012 JK25  | 11 nov 2007 | Mount Lemmon    | Mount Lemmon Survey | —         | MPC                           |
| 382176     | 2012 JR25  | 11 ago 2004 | Reedy Creek     | J. Broughton        | —         | MPC                           |
| 382177     | 2012 JK33  | 6 mai 2008  | Mount Lemmon    | Mount Lemmon Survey | —         | MPC                           |
| 382178     | 2012 JH43  | 7 out 2002  | Kitt Peak       | Spacewatch          | —         | MPC                           |
| 382179     | 2012 JQ45  | 30 jul 2008 | Siding Spring   | SSS                 | —         | MPC                           |
| 382180     | 2012 JG48  | 27 out 2009 | Kitt Peak       | Spacewatch          | —         | MPC                           |
| 382181     | 2012 KW4   | 28 jul 2009 | Catalina        | CSS                 | —         | MPC                           |
| 382182     | 2012 KX8   | 17 jan 2007 | Kitt Peak       | Spacewatch          | —         | MPC                           |
| 382183     | 2012 KG13  | 16 dez 2009 | Mount Lemmon    | Mount Lemmon Survey | —         | MPC                           |
| 382184     | 2012 KU17  | 30 jul 2000 | Socorro         | LINEAR              | —         | MPC                           |
| 382185     | 2012 KF18  | 18 mai 2007 | XuYi            | PMO NEO             | —         | MPC                           |
| 382186     | 2012 KX26  | 9 mar 2002  | Kitt Peak       | Spacewatch          | —         | MPC                           |
| 382187     | 2012 KV31  | 4 fev 2005  | Mount Lemmon    | Mount Lemmon Survey | —         | MPC                           |
| 382188     | 2012 KL34  | 10 nov 2004 | Kitt Peak       | Spacewatch          | —         | MPC                           |
| 382189     | 2012 KA43  | 4 nov 2005  | Kitt Peak       | Spacewatch          | —         | MPC                           |
| 382190     | 2012 KJ46  | 26 fev 2007 | Mount Lemmon    | Mount Lemmon Survey | —         | MPC                           |
| 382191     | 2012 KS50  | 20 set 2007 | Catalina        | CSS                 | —         | MPC                           |
| 382192     | 2012 LZ9   | 8 jan 2011  | Mount Lemmon    | Mount Lemmon Survey | —         | MPC                           |
| 382193     | 2012 LC15  | 21 nov 2008 | Mount Lemmon    | Mount Lemmon Survey | Juno      | MPC                           |
| 382194     | 2012 LK21  | 24 nov 2006 | Mount Lemmon    | Mount Lemmon Survey | —         | MPC                           |
| 382195     | 2012 LY22  | 11 jul 2004 | Anderson Mesa   | LONEOS              | —         | MPC                           |
| 382196     | 2012 MN7   | 4 jun 2000  | Socorro         | LINEAR              | —         | MPC                           |
| 382197     | 2012 OO2   | 10 fev 2002 | Socorro         | LINEAR              | Phocaea   | MPC                           |
| 382198     | 2012 OC3   | 10 nov 2009 | Kitt Peak       | Spacewatch          | —         | MPC                           |
| 382199     | 2012 OC5   | 24 nov 2008 | Kitt Peak       | Spacewatch          | —         | MPC                           |
| 382200     | 2012 OO5   | 30 mar 2011 | Catalina        | CSS                 | —         | MPC                           |

## 382201–382300
| Designação      | Designação | Descoberta  | Descoberta    | Descobridor(es)        | Categoria | Mais informações / Referência |
| Permanente      | Provisória | Data        | Local         | Descobridor(es)        | Categoria | Mais informações / Referência |
| --------------- | ---------- | ----------- | ------------- | ---------------------- | --------- | ----------------------------- |
| 382201          | 2012 OY5   | 13 jul 2004 | Siding Spring | SSS                    | —         | MPC                           |
| 382202          | 2012 PB3   | 10 set 2007 | Mount Lemmon  | Mount Lemmon Survey    | —         | MPC                           |
| 382203          | 2012 PC8   | 7 jun 2010  | WISE          | WISE                   | —         | MPC                           |
| 382204          | 2012 PF8   | 13 set 2007 | Catalina      | CSS                    | —         | MPC                           |
| 382205          | 2012 PS11  | 30 jan 2004 | Kitt Peak     | Spacewatch             | Brangane  | MPC                           |
| 382206          | 2012 PH13  | 10 abr 2005 | Kitt Peak     | Spacewatch             | —         | MPC                           |
| 382207          | 2012 PY14  | 18 mar 2010 | Mount Lemmon  | Mount Lemmon Survey    | —         | MPC                           |
| 382208          | 2012 PA16  | 18 dez 2004 | Mount Lemmon  | Mount Lemmon Survey    | —         | MPC                           |
| 382209          | 2012 PQ21  | 16 out 2007 | Catalina      | CSS                    | —         | MPC                           |
| 382210          | 2012 PY22  | 3 set 2007  | Catalina      | CSS                    | Brangane  | MPC                           |
| 382211          | 2012 PQ25  | 6 fev 2007  | Mount Lemmon  | Mount Lemmon Survey    | —         | MPC                           |
| 382212          | 2012 PK26  | 14 out 2007 | Catalina      | CSS                    | —         | MPC                           |
| 382213          | 2012 PM33  | 9 nov 2004  | Catalina      | CSS                    | —         | MPC                           |
| 382214          | 2012 PE35  | 23 jan 2006 | Kitt Peak     | Spacewatch             | —         | MPC                           |
| 382215          | 2012 PN36  | 11 out 2007 | Mount Lemmon  | Mount Lemmon Survey    | Ursula    | MPC                           |
| 382216          | 2012 PO38  | 24 out 2005 | Mauna Kea     | A. Boattini            | —         | MPC                           |
| 382217          | 2012 PC42  | 26 jan 2006 | Mount Lemmon  | Mount Lemmon Survey    | —         | MPC                           |
| 382218          | 2012 QY19  | 12 set 2007 | Kitt Peak     | Spacewatch             | —         | MPC                           |
| 382219          | 2012 QE21  | 4 mar 2005  | Catalina      | CSS                    | —         | MPC                           |
| 382220          | 2012 QE30  | 1 jan 2009  | Kitt Peak     | Spacewatch             | —         | MPC                           |
| 382221          | 2012 QD44  | 3 out 2008  | Kitt Peak     | Spacewatch             | Themis    | MPC                           |
| 382222          | 2012 QV47  | 25 abr 2007 | Kitt Peak     | Spacewatch             | —         | MPC                           |
| 382223          | 2012 QV50  | 6 fev 2006  | Mount Lemmon  | Mount Lemmon Survey    | —         | MPC                           |
| 382224          | 2012 QZ51  | 23 jan 2006 | Kitt Peak     | Spacewatch             | —         | MPC                           |
| 382225          | 2012 RN5   | 16 set 2003 | Kitt Peak     | Spacewatch             | —         | MPC                           |
| 382226          | 2012 RL10  | 21 set 2008 | Mount Lemmon  | Mount Lemmon Survey    | —         | MPC                           |
| 382227          | 2012 RA12  | 16 jan 2004 | Kitt Peak     | Spacewatch             | —         | MPC                           |
| 382228          | 2012 RL13  | 7 nov 2008  | Mount Lemmon  | Mount Lemmon Survey    | —         | MPC                           |
| 382229          | 2012 RW13  | 8 mar 2005  | Mount Lemmon  | Mount Lemmon Survey    | —         | MPC                           |
| 382230          | 2012 RN18  | 10 mai 2005 | Mount Lemmon  | Mount Lemmon Survey    | —         | MPC                           |
| 382231          | 2012 RH26  | 23 out 2003 | Kitt Peak     | Spacewatch             | —         | MPC                           |
| 382232          | 2012 RZ27  | 19 jan 2004 | Kitt Peak     | Spacewatch             | —         | MPC                           |
| 382233          | 2012 RY28  | 24 mar 2006 | Mount Lemmon  | Mount Lemmon Survey    | —         | MPC                           |
| 382234          | 2012 RE29  | 20 set 2001 | Socorro       | LINEAR                 | —         | MPC                           |
| 382235          | 2012 RU30  | 13 out 2007 | Anderson Mesa | LONEOS                 | —         | MPC                           |
| 382236          | 2012 SM2   | 7 out 2007  | Kitt Peak     | Spacewatch             | —         | MPC                           |
| 382237          | 2012 SA4   | 17 abr 1996 | Kitt Peak     | Spacewatch             | —         | MPC                           |
| 382238 Euphemus | 2012 SN9   | 8 jul 2011  | Mayhill-ISON  | L. Elenin              | —         | MPC                           |
| 382239          | 2012 SR12  | 25 mar 2006 | Mount Lemmon  | Mount Lemmon Survey    | —         | MPC                           |
| 382240          | 2012 SQ20  | 21 out 2007 | Mount Lemmon  | Mount Lemmon Survey    | —         | MPC                           |
| 382241          | 2012 SR28  | 8 mar 2005  | Mount Lemmon  | Mount Lemmon Survey    | —         | MPC                           |
| 382242          | 2012 SP34  | 13 set 2007 | Mount Lemmon  | Mount Lemmon Survey    | —         | MPC                           |
| 382243          | 2012 SV39  | 10 out 2007 | Kitt Peak     | Spacewatch             | Ursula    | MPC                           |
| 382244          | 2012 SM40  | 22 abr 2004 | Kitt Peak     | Spacewatch             | —         | MPC                           |
| 382245          | 2012 SU51  | 25 ago 2001 | Ondřejov      | L. Kotková             | —         | MPC                           |
| 382246          | 2012 SZ59  | 19 ago 2006 | Kitt Peak     | Spacewatch             | —         | MPC                           |
| 382247          | 2012 TV3   | 9 mar 2005  | Kitt Peak     | Spacewatch             | —         | MPC                           |
| 382248          | 2012 TY4   | 5 out 2012  | Haleakala     | Pan-STARRS             | —         | MPC                           |
| 382249          | 2012 TO6   | 15 nov 2003 | Kitt Peak     | Spacewatch             | —         | MPC                           |
| 382250          | 2012 TL16  | 16 mar 2004 | Kitt Peak     | Spacewatch             | —         | MPC                           |
| 382251          | 2012 TJ25  | 22 set 2012 | Kitt Peak     | Spacewatch             | —         | MPC                           |
| 382252          | 2012 TE26  | 19 nov 2007 | Kitt Peak     | Spacewatch             | —         | MPC                           |
| 382253          | 2012 TK26  | 16 nov 2001 | Kitt Peak     | Spacewatch             | —         | MPC                           |
| 382254          | 2012 TV26  | 17 dez 2003 | Kitt Peak     | Spacewatch             | Maria     | MPC                           |
| 382255          | 2012 TC35  | 4 fev 2006  | Kitt Peak     | Spacewatch             | —         | MPC                           |
| 382256          | 2012 TU53  | 23 out 2003 | Kitt Peak     | Spacewatch             | —         | MPC                           |
| 382257          | 2012 TK59  | 16 dez 2007 | Mount Lemmon  | Mount Lemmon Survey    | —         | MPC                           |
| 382258          | 2012 TH67  | 14 dez 2001 | Socorro       | LINEAR                 | —         | MPC                           |
| 382259          | 2012 TR79  | 20 ago 2011 | Haleakala     | Pan-STARRS             | —         | MPC                           |
| 382260          | 2012 TP91  | 25 out 2005 | Kitt Peak     | Spacewatch             | Juno      | MPC                           |
| 382261          | 2012 TQ94  | 4 dez 2007  | Catalina      | CSS                    | —         | MPC                           |
| 382262          | 2012 TC114 | 18 jan 2005 | La Silla      | A. Boattini, H. Scholl | —         | MPC                           |
| 382263          | 2012 TM119 | 28 set 2006 | Mount Lemmon  | Mount Lemmon Survey    | —         | MPC                           |
| 382264          | 2012 TO124 | 29 ago 2011 | Haleakala     | Pan-STARRS             | —         | MPC                           |
| 382265          | 2012 TF133 | 2 mar 2006  | Kitt Peak     | Spacewatch             | —         | MPC                           |
| 382266          | 2012 TX134 | 13 out 2004 | Kitt Peak     | Spacewatch             | —         | MPC                           |
| 382267          | 2012 TT135 | 20 dez 2004 | Mount Lemmon  | Mount Lemmon Survey    | —         | MPC                           |
| 382268          | 2012 TN147 | 8 dez 2004  | Socorro       | LINEAR                 | —         | MPC                           |
| 382269          | 2012 TC160 | 9 dez 2004  | Kitt Peak     | Spacewatch             | —         | MPC                           |
| 382270          | 2012 TA174 | 19 nov 2007 | Kitt Peak     | Spacewatch             | Brangane  | MPC                           |
| 382271          | 2012 TM180 | 14 abr 2010 | Catalina      | CSS                    | —         | MPC                           |
| 382272          | 2012 TT181 | 20 mai 1999 | Kitt Peak     | Spacewatch             | —         | MPC                           |
| 382273          | 2012 TQ197 | 15 dez 2001 | Socorro       | LINEAR                 | —         | MPC                           |
| 382274          | 2012 TE202 | 16 abr 2004 | Kitt Peak     | Spacewatch             | —         | MPC                           |
| 382275          | 2012 TS204 | 13 abr 2004 | Kitt Peak     | Spacewatch             | —         | MPC                           |
| 382276          | 2012 TO211 | 3 out 2003  | Kitt Peak     | Spacewatch             | Eos       | MPC                           |
| 382277          | 2012 TK218 | 12 mar 2010 | Kitt Peak     | Spacewatch             | —         | MPC                           |
| 382278          | 2012 TL221 | 13 fev 2004 | Kitt Peak     | Spacewatch             | —         | MPC                           |
| 382279          | 2012 TY225 | 20 mar 2004 | Socorro       | LINEAR                 | Brangane  | MPC                           |
| 382280          | 2012 TW255 | 2 mar 2006  | Kitt Peak     | Spacewatch             | —         | MPC                           |
| 382281          | 2012 TC277 | 9 out 2007  | Mount Lemmon  | Mount Lemmon Survey    | —         | MPC                           |
| 382282          | 2012 TL291 | 11 mar 2005 | Mount Lemmon  | Mount Lemmon Survey    | —         | MPC                           |
| 382283          | 2012 TJ297 | 14 abr 2004 | Anderson Mesa | LONEOS                 | —         | MPC                           |
| 382284          | 2012 TN298 | 17 mar 2004 | Kitt Peak     | Spacewatch             | —         | MPC                           |
| 382285          | 2012 TU305 | 20 out 2003 | Kitt Peak     | Spacewatch             | —         | MPC                           |
| 382286          | 2012 TE317 | 24 set 2006 | Anderson Mesa | LONEOS                 | —         | MPC                           |
| 382287          | 2012 TD322 | 9 set 2008  | Catalina      | CSS                    | —         | MPC                           |
| 382288          | 2012 TN322 | 13 dez 2007 | Socorro       | LINEAR                 | —         | MPC                           |
| 382289          | 2012 UO3   | 17 jan 2009 | Kitt Peak     | Spacewatch             | —         | MPC                           |
| 382290          | 2012 UJ36  | 28 abr 2004 | Kitt Peak     | Spacewatch             | —         | MPC                           |
| 382291          | 2012 UQ61  | 7 mai 2010  | WISE          | WISE                   | —         | MPC                           |
| 382292          | 2012 UQ104 | 17 set 2006 | Catalina      | CSS                    | —         | MPC                           |
| 382293          | 2012 UB111 | 19 nov 2007 | Kitt Peak     | Spacewatch             | —         | MPC                           |
| 382294          | 2012 UN160 | 12 set 2001 | Kitt Peak     | Spacewatch             | —         | MPC                           |
| 382295          | 2012 UW168 | 2 nov 2007  | Mount Lemmon  | Mount Lemmon Survey    | —         | MPC                           |
| 382296          | 2012 VD39  | 5 set 2007  | Catalina      | CSS                    | —         | MPC                           |
| 382297          | 2012 VO43  | 22 fev 2010 | WISE          | WISE                   | —         | MPC                           |
| 382298          | 2012 VS47  | 11 nov 2001 | Kitt Peak     | Spacewatch             | —         | MPC                           |
| 382299          | 2012 VJ65  | 19 set 2006 | Catalina      | CSS                    | —         | MPC                           |
| 382300          | 2012 VP77  | 19 abr 2006 | Kitt Peak     | Spacewatch             | —         | MPC                           |

## 382301–382400
| Designação | Designação | Descoberta  | Descoberta        | Descobridor(es)             | Categoria | Mais informações / Referência |
| Permanente | Provisória | Data        | Local             | Descobridor(es)             | Categoria | Mais informações / Referência |
| ---------- | ---------- | ----------- | ----------------- | --------------------------- | --------- | ----------------------------- |
| 382301     | 2012 VH97  | 31 ago 2000 | Kitt Peak         | Spacewatch                  | —         | MPC                           |
| 382302     | 2012 VZ112 | 16 set 2006 | Catalina          | CSS                         | —         | MPC                           |
| 382303     | 2013 BO1   | 23 dez 2000 | Kitt Peak         | Spacewatch                  | Vesta     | MPC                           |
| 382304     | 2013 OQ5   | 25 set 2009 | Catalina          | CSS                         | Phocaea   | MPC                           |
| 382305     | 2013 PV    | 6 out 2008  | Mount Lemmon      | Mount Lemmon Survey         | —         | MPC                           |
| 382306     | 2013 PL10  | 23 set 2008 | Mount Lemmon      | Mount Lemmon Survey         | —         | MPC                           |
| 382307     | 2013 PS10  | 21 set 2008 | Kitt Peak         | Spacewatch                  | Ursula    | MPC                           |
| 382308     | 2013 PD12  | 15 dez 2004 | Socorro           | LINEAR                      | —         | MPC                           |
| 382309     | 2013 PA34  | 27 set 2007 | Mount Lemmon      | Mount Lemmon Survey         | —         | MPC                           |
| 382310     | 2013 PG49  | 18 dez 2004 | Mount Lemmon      | Mount Lemmon Survey         | —         | MPC                           |
| 382311     | 2013 QZ76  | 25 dez 1998 | Kitt Peak         | Spacewatch                  | Brangane  | MPC                           |
| 382312     | 2013 RX32  | 26 mar 2008 | Mount Lemmon      | Mount Lemmon Survey         | —         | MPC                           |
| 382313     | 2013 RS60  | 22 out 2009 | Mount Lemmon      | Mount Lemmon Survey         | —         | MPC                           |
| 382314     | 2013 RK63  | 13 mai 2005 | Mount Lemmon      | Mount Lemmon Survey         | Mitidika  | MPC                           |
| 382315     | 2013 RO85  | 27 dez 2000 | Kitt Peak         | Spacewatch                  | Eos       | MPC                           |
| 382316     | 2013 RK97  | 11 nov 2004 | Kitt Peak         | Spacewatch                  | —         | MPC                           |
| 382317     | 2013 SH27  | 14 abr 2005 | Kitt Peak         | Spacewatch                  | —         | MPC                           |
| 382318     | 2013 SX29  | 28 ago 2006 | Catalina          | CSS                         | —         | MPC                           |
| 382319     | 2013 SL39  | 10 mar 2007 | Kitt Peak         | Spacewatch                  | —         | MPC                           |
| 382320     | 2013 SS51  | 25 nov 2006 | Mount Lemmon      | Mount Lemmon Survey         | —         | MPC                           |
| 382321     | 2013 TR2   | 11 nov 2004 | Kitt Peak         | Spacewatch                  | —         | MPC                           |
| 382322     | 2013 TT2   | 8 out 2007  | Catalina          | CSS                         | —         | MPC                           |
| 382323     | 2013 TW3   | 11 abr 2007 | Kitt Peak         | Spacewatch                  | —         | MPC                           |
| 382324     | 2013 TM7   | 6 abr 2011  | Mount Lemmon      | Mount Lemmon Survey         | —         | MPC                           |
| 382325     | 2013 TH9   | 8 set 2007  | Anderson Mesa     | LONEOS                      | Brangane  | MPC                           |
| 382326     | 2013 TA12  | 8 out 2004  | Socorro           | LINEAR                      | —         | MPC                           |
| 382327     | 2013 TH28  | 25 fev 2006 | Kitt Peak         | Spacewatch                  | —         | MPC                           |
| 382328     | 2013 TQ28  | 10 abr 2005 | Kitt Peak         | Spacewatch                  | —         | MPC                           |
| 382329     | 2013 TX29  | 10 out 1999 | Socorro           | LINEAR                      | —         | MPC                           |
| 382330     | 2013 TY29  | 25 set 2008 | Mount Lemmon      | Mount Lemmon Survey         | —         | MPC                           |
| 382331     | 2013 TF30  | 8 set 2000  | Kitt Peak         | Spacewatch                  | —         | MPC                           |
| 382332     | 2013 TP30  | 19 set 1995 | Kitt Peak         | Spacewatch                  | —         | MPC                           |
| 382333     | 2013 TT30  | 12 set 2007 | Catalina          | CSS                         | —         | MPC                           |
| 382334     | 2013 TZ31  | 11 nov 2006 | Kitt Peak         | Spacewatch                  | Mitidika  | MPC                           |
| 382335     | 2013 TT32  | 27 nov 2009 | Mount Lemmon      | Mount Lemmon Survey         | —         | MPC                           |
| 382336     | 2013 TV32  | 12 out 1998 | Kitt Peak         | Spacewatch                  | —         | MPC                           |
| 382337     | 2013 TC33  | 4 fev 2011  | Haleakala         | Pan-STARRS                  | —         | MPC                           |
| 382338     | 2013 TA39  | 13 out 1998 | Kitt Peak         | Spacewatch                  | —         | MPC                           |
| 382339     | 2013 TW50  | 19 nov 2009 | Kitt Peak         | Spacewatch                  | —         | MPC                           |
| 382340     | 2013 TB51  | 1 fev 2006  | Mount Lemmon      | Mount Lemmon Survey         | —         | MPC                           |
| 382341     | 2013 TZ52  | 20 set 2003 | Kitt Peak         | Spacewatch                  | —         | MPC                           |
| 382342     | 2013 TN53  | 16 jan 2005 | Kitt Peak         | Spacewatch                  | Maria     | MPC                           |
| 382343     | 2013 TT53  | 4 out 2004  | Kitt Peak         | Spacewatch                  | —         | MPC                           |
| 382344     | 2013 TW55  | 14 abr 2004 | Bergisch Gladbach | W. Bickel                   | —         | MPC                           |
| 382345     | 2013 TH62  | 20 fev 2006 | Kitt Peak         | Spacewatch                  | —         | MPC                           |
| 382346     | 2013 TJ65  | 8 ago 2004  | Socorro           | LINEAR                      | —         | MPC                           |
| 382347     | 2013 TN71  | 29 set 2008 | Mount Lemmon      | Mount Lemmon Survey         | Brangane  | MPC                           |
| 382348     | 2013 TC73  | 14 set 2006 | Catalina          | CSS                         | —         | MPC                           |
| 382349     | 2013 TM73  | 9 out 2004  | Anderson Mesa     | LONEOS                      | —         | MPC                           |
| 382350     | 2013 TM75  | 22 set 2009 | Mount Lemmon      | Mount Lemmon Survey         | —         | MPC                           |
| 382351     | 2013 TS75  | 9 set 1996  | Kitt Peak         | Spacewatch                  | —         | MPC                           |
| 382352     | 2013 TF76  | 14 jun 2007 | Kitt Peak         | Spacewatch                  | Maria     | MPC                           |
| 382353     | 2013 TQ76  | 13 dez 2006 | Kitt Peak         | Spacewatch                  | —         | MPC                           |
| 382354     | 2013 TT78  | 27 set 2009 | Kitt Peak         | Spacewatch                  | —         | MPC                           |
| 382355     | 2013 TJ84  | 10 abr 2005 | Kitt Peak         | Spacewatch                  | —         | MPC                           |
| 382356     | 2013 TO84  | 4 out 2004  | Kitt Peak         | Spacewatch                  | —         | MPC                           |
| 382357     | 2013 TP89  | 7 out 2004  | Kitt Peak         | Spacewatch                  | —         | MPC                           |
| 382358     | 2013 TZ89  | 16 fev 2004 | Socorro           | LINEAR                      | Ursula    | MPC                           |
| 382359     | 2013 TO93  | 16 fev 2001 | Kitt Peak         | Spacewatch                  | Themis    | MPC                           |
| 382360     | 2013 TP93  | 1 set 2003  | Socorro           | LINEAR                      | —         | MPC                           |
| 382361     | 2013 TR94  | 5 jul 2005  | Mount Lemmon      | Mount Lemmon Survey         | —         | MPC                           |
| 382362     | 2013 TS94  | 22 mai 2006 | Kitt Peak         | Spacewatch                  | —         | MPC                           |
| 382363     | 2013 TT94  | 25 ago 2003 | Socorro           | LINEAR                      | —         | MPC                           |
| 382364     | 2013 TZ94  | 3 out 2008  | Mount Lemmon      | Mount Lemmon Survey         | —         | MPC                           |
| 382365     | 2013 TD98  | 3 mar 2006  | Kitt Peak         | Spacewatch                  | —         | MPC                           |
| 382366     | 2013 TP98  | 25 out 2005 | Catalina          | CSS                         | —         | MPC                           |
| 382367     | 2013 TT98  | 23 jul 1993 | Kitt Peak         | Spacewatch                  | —         | MPC                           |
| 382368     | 2013 TX98  | 10 dez 2004 | Kitt Peak         | Spacewatch                  | —         | MPC                           |
| 382369     | 2013 TZ98  | 31 mar 2008 | Mount Lemmon      | Mount Lemmon Survey         | —         | MPC                           |
| 382370     | 2013 TF99  | 27 jan 2007 | Mount Lemmon      | Mount Lemmon Survey         | —         | MPC                           |
| 382371     | 2013 TU101 | 22 fev 2006 | Mount Lemmon      | Mount Lemmon Survey         | —         | MPC                           |
| 382372     | 2013 TU102 | 11 out 2004 | Kitt Peak         | Spacewatch                  | —         | MPC                           |
| 382373     | 2013 TY103 | 30 jan 2011 | Haleakala         | Pan-STARRS                  | —         | MPC                           |
| 382374     | 2013 TV107 | 20 out 2006 | Mount Lemmon      | Mount Lemmon Survey         | —         | MPC                           |
| 382375     | 2013 TB108 | 28 jan 2007 | Mount Lemmon      | Mount Lemmon Survey         | Mitidika  | MPC                           |
| 382376     | 2013 TO109 | 20 set 2009 | Mount Lemmon      | Mount Lemmon Survey         | —         | MPC                           |
| 382377     | 2013 TB110 | 2 fev 1997  | Kitt Peak         | Spacewatch                  | —         | MPC                           |
| 382378     | 2013 TW113 | 24 mar 2006 | Kitt Peak         | Spacewatch                  | —         | MPC                           |
| 382379     | 2013 TA115 | 26 nov 2009 | Catalina          | CSS                         | —         | MPC                           |
| 382380     | 2013 TE120 | 3 nov 2000  | Socorro           | LINEAR                      | —         | MPC                           |
| 382381     | 2013 TU121 | 28 set 2003 | Kitt Peak         | Spacewatch                  | —         | MPC                           |
| 382382     | 2013 TA122 | 9 out 2004  | Kitt Peak         | Spacewatch                  | —         | MPC                           |
| 382383     | 2013 TE122 | 12 abr 2005 | Mount Lemmon      | Mount Lemmon Survey         | —         | MPC                           |
| 382384     | 2013 TF122 | 7 mai 2005  | Mount Lemmon      | Mount Lemmon Survey         | —         | MPC                           |
| 382385     | 2013 TR122 | 3 out 1999  | Kitt Peak         | Spacewatch                  | —         | MPC                           |
| 382386     | 2013 TX124 | 17 jun 2005 | Mount Lemmon      | Mount Lemmon Survey         | —         | MPC                           |
| 382387     | 2013 TY126 | 13 fev 2004 | Kitt Peak         | Spacewatch                  | —         | MPC                           |
| 382388     | 2013 TP127 | 11 out 1977 | Palomar           | PLS                         | —         | MPC                           |
| 382389     | 2013 TL129 | 4 dez 2008  | Kitt Peak         | Spacewatch                  | Ursula    | MPC                           |
| 382390     | 2013 TC130 | 30 mar 2012 | Kitt Peak         | Spacewatch                  | —         | MPC                           |
| 382391     | 2013 TS136 | 24 set 2000 | Socorro           | LINEAR                      | —         | MPC                           |
| 382392     | 2013 TT144 | 19 dez 2003 | Kitt Peak         | Spacewatch                  | —         | MPC                           |
| 382393     | 2013 VX11  | 30 jan 2009 | Catalina          | CSS                         | Juno      | MPC                           |
| 382394     | 3549 P-L   | 17 out 1960 | Palomar           | PLS                         | —         | MPC                           |
| 382395     | 1990 SM    | 22 set 1990 | Siding Spring     | R. H. McNaught, P. McKenzie | —         | MPC                           |
| 382396     | 1991 TB16  | 6 out 1991  | Palomar           | A. Lowe                     | —         | MPC                           |
| 382397     | 1991 VH8   | 4 nov 1991  | Kitt Peak         | Spacewatch                  | —         | MPC                           |
| 382398     | 1994 SU8   | 28 set 1994 | Kitt Peak         | Spacewatch                  | —         | MPC                           |
| 382399     | 1994 SB10  | 28 set 1994 | Kitt Peak         | Spacewatch                  | —         | MPC                           |
| 382400     | 1994 SJ10  | 28 set 1994 | Kitt Peak         | Spacewatch                  | —         | MPC                           |

## 382401–382500
| Designação | Designação | Descoberta  | Descoberta       | Descobridor(es)        | Categoria | Mais informações / Referência |
| Permanente | Provisória | Data        | Local            | Descobridor(es)        | Categoria | Mais informações / Referência |
| ---------- | ---------- | ----------- | ---------------- | ---------------------- | --------- | ----------------------------- |
| 382401     | 1994 UK3   | 26 out 1994 | Kitt Peak        | Spacewatch             | Mitidika  | MPC                           |
| 382402     | 1995 PR    | 4 ago 1995  | Haleakala        | AMOS                   | —         | MPC                           |
| 382403     | 1995 SN43  | 25 set 1995 | Kitt Peak        | Spacewatch             | Mitidika  | MPC                           |
| 382404     | 1995 SK72  | 20 set 1995 | Kitt Peak        | Spacewatch             | —         | MPC                           |
| 382405     | 1995 WQ24  | 18 nov 1995 | Kitt Peak        | Spacewatch             | —         | MPC                           |
| 382406     | 1996 AJ1   | 12 jan 1996 | Kitt Peak        | Spacewatch             | —         | MPC                           |
| 382407     | 1996 TE5   | 8 out 1996  | Prescott         | P. G. Comba            | —         | MPC                           |
| 382408     | 1996 TJ45  | 7 out 1996  | Kitt Peak        | Spacewatch             | —         | MPC                           |
| 382409     | 1996 TJ46  | 10 out 1996 | Kitt Peak        | Spacewatch             | —         | MPC                           |
| 382410     | 1996 VF18  | 6 nov 1996  | Kitt Peak        | Spacewatch             | —         | MPC                           |
| 382411     | 1997 EP8   | 2 mar 1997  | Kitt Peak        | Spacewatch             | —         | MPC                           |
| 382412     | 1997 SZ3   | 25 set 1997 | Pianoro          | V. Goretti             | —         | MPC                           |
| 382413     | 1997 WT12  | 23 nov 1997 | Kitt Peak        | Spacewatch             | Mitidika  | MPC                           |
| 382414     | 1998 BC39  | 29 jan 1998 | Kitt Peak        | Spacewatch             | —         | MPC                           |
| 382415     | 1998 FJ124 | 24 mar 1998 | Socorro          | LINEAR                 | —         | MPC                           |
| 382416     | 1998 KU11  | 23 mai 1998 | Kitt Peak        | Spacewatch             | —         | MPC                           |
| 382417     | 1998 OF9   | 26 jul 1998 | La Silla         | E. W. Elst             | —         | MPC                           |
| 382418     | 1998 QN    | 17 ago 1998 | Socorro          | LINEAR                 | —         | MPC                           |
| 382419     | 1998 RQ9   | 13 set 1998 | Kitt Peak        | Spacewatch             | —         | MPC                           |
| 382420     | 1998 RC13  | 14 set 1998 | Kitt Peak        | Spacewatch             | Mitidika  | MPC                           |
| 382421     | 1998 SJ53  | 30 set 1998 | Kitt Peak        | Spacewatch             | —         | MPC                           |
| 382422     | 1998 TZ3   | 12 out 1998 | Kitt Peak        | Spacewatch             | —         | MPC                           |
| 382423     | 1998 TM27  | 15 out 1998 | Kitt Peak        | Spacewatch             | —         | MPC                           |
| 382424     | 1998 VS3   | 10 nov 1998 | Caussols         | ODAS                   | Mitidika  | MPC                           |
| 382425     | 1998 YQ21  | 26 dez 1998 | Kitt Peak        | Spacewatch             | —         | MPC                           |
| 382426     | 1999 AO14  | 8 jan 1999  | Kitt Peak        | Spacewatch             | —         | MPC                           |
| 382427     | 1999 CF3   | 9 fev 1999  | Cloudcroft       | W. Offutt              | —         | MPC                           |
| 382428     | 1999 CR11  | 12 fev 1999 | Socorro          | LINEAR                 | —         | MPC                           |
| 382429     | 1999 FD73  | 20 mar 1999 | Apache Point     | SDSS                   | —         | MPC                           |
| 382430     | 1999 RG41  | 13 set 1999 | Socorro          | LINEAR                 | —         | MPC                           |
| 382431     | 1999 RO102 | 8 set 1999  | Socorro          | LINEAR                 | —         | MPC                           |
| 382432     | 1999 RY187 | 9 set 1999  | Socorro          | LINEAR                 | —         | MPC                           |
| 382433     | 1999 TZ51  | 4 out 1999  | Kitt Peak        | Spacewatch             | —         | MPC                           |
| 382434     | 1999 TD72  | 9 out 1999  | Kitt Peak        | Spacewatch             | —         | MPC                           |
| 382435     | 1999 TW125 | 4 out 1999  | Socorro          | LINEAR                 | —         | MPC                           |
| 382436     | 1999 TA188 | 12 out 1999 | Socorro          | LINEAR                 | —         | MPC                           |
| 382437     | 1999 TF212 | 15 out 1999 | Socorro          | LINEAR                 | —         | MPC                           |
| 382438     | 1999 TK271 | 3 out 1999  | Socorro          | LINEAR                 | —         | MPC                           |
| 382439     | 1999 TA316 | 9 out 1999  | Kitt Peak        | Spacewatch             | —         | MPC                           |
| 382440     | 1999 VV14  | 2 nov 1999  | Kitt Peak        | Spacewatch             | —         | MPC                           |
| 382441     | 1999 VF181 | 9 nov 1999  | Socorro          | LINEAR                 | —         | MPC                           |
| 382442     | 1999 VV214 | 1 nov 1999  | Kitt Peak        | Spacewatch             | —         | MPC                           |
| 382443     | 1999 XV112 | 11 dez 1999 | Socorro          | LINEAR                 | —         | MPC                           |
| 382444     | 1999 YK2   | 16 dez 1999 | Kitt Peak        | Spacewatch             | Eos       | MPC                           |
| 382445     | 1999 YB14  | 31 dez 1999 | Kitt Peak        | Spacewatch             | —         | MPC                           |
| 382446     | 2000 BW27  | 30 jan 2000 | Socorro          | LINEAR                 | —         | MPC                           |
| 382447     | 2000 DZ36  | 25 fev 2000 | Catalina         | CSS                    | —         | MPC                           |
| 382448     | 2000 KU1   | 26 mai 2000 | Prescott         | P. G. Comba            | —         | MPC                           |
| 382449     | 2000 NH1   | 3 jul 2000  | Kitt Peak        | Spacewatch             | —         | MPC                           |
| 382450     | 2000 OT30  | 30 jul 2000 | Socorro          | LINEAR                 | —         | MPC                           |
| 382451     | 2000 PJ27  | 3 ago 2000  | Kitt Peak        | Spacewatch             | Ursula    | MPC                           |
| 382452     | 2000 QS9   | 24 ago 2000 | Bergisch Gladbac | W. Bickel              | Phocaea   | MPC                           |
| 382453     | 2000 QY15  | 24 ago 2000 | Socorro          | LINEAR                 | —         | MPC                           |
| 382454     | 2000 QX67  | 28 ago 2000 | Socorro          | LINEAR                 | —         | MPC                           |
| 382455     | 2000 QD68  | 28 ago 2000 | Socorro          | LINEAR                 | —         | MPC                           |
| 382456     | 2000 QV84  | 25 ago 2000 | Socorro          | LINEAR                 | —         | MPC                           |
| 382457     | 2000 QO122 | 25 ago 2000 | Socorro          | LINEAR                 | —         | MPC                           |
| 382458     | 2000 RV74  | 3 set 2000  | Socorro          | LINEAR                 | —         | MPC                           |
| 382459     | 2000 ST20  | 23 set 2000 | Socorro          | LINEAR                 | —         | MPC                           |
| 382460     | 2000 SX47  | 23 set 2000 | Socorro          | LINEAR                 | —         | MPC                           |
| 382461     | 2000 SS66  | 24 set 2000 | Socorro          | LINEAR                 | —         | MPC                           |
| 382462     | 2000 SM89  | 28 set 2000 | Socorro          | LINEAR                 | —         | MPC                           |
| 382463     | 2000 SG90  | 22 set 2000 | Socorro          | LINEAR                 | —         | MPC                           |
| 382464     | 2000 SA95  | 23 set 2000 | Socorro          | LINEAR                 | —         | MPC                           |
| 382465     | 2000 SX199 | 24 set 2000 | Socorro          | LINEAR                 | —         | MPC                           |
| 382466     | 2000 SW223 | 27 set 2000 | Socorro          | LINEAR                 | —         | MPC                           |
| 382467     | 2000 SF279 | 30 set 2000 | Socorro          | LINEAR                 | —         | MPC                           |
| 382468     | 2000 SW302 | 28 set 2000 | Socorro          | LINEAR                 | —         | MPC                           |
| 382469     | 2000 TQ23  | 21 set 2000 | Kitt Peak        | Spacewatch             | —         | MPC                           |
| 382470     | 2000 TO26  | 2 out 2000  | Socorro          | LINEAR                 | —         | MPC                           |
| 382471     | 2000 US19  | 31 out 2000 | Oaxaca           | J. M. Roe              | —         | MPC                           |
| 382472     | 2000 UY29  | 25 out 2000 | Socorro          | LINEAR                 | —         | MPC                           |
| 382473     | 2000 UN52  | 24 out 2000 | Socorro          | LINEAR                 | —         | MPC                           |
| 382474     | 2000 VF58  | 3 nov 2000  | Socorro          | LINEAR                 | —         | MPC                           |
| 382475     | 2000 WG116 | 20 nov 2000 | Socorro          | LINEAR                 | —         | MPC                           |
| 382476     | 2000 WC190 | 18 nov 2000 | Anderson Mesa    | LONEOS                 | —         | MPC                           |
| 382477     | 2000 WA192 | 19 nov 2000 | Anderson Mesa    | LONEOS                 | —         | MPC                           |
| 382478     | 2000 XB37  | 5 dez 2000  | Socorro          | LINEAR                 | —         | MPC                           |
| 382479     | 2000 XM40  | 5 dez 2000  | Socorro          | LINEAR                 | —         | MPC                           |
| 382480     | 2000 YD1   | 16 dez 2000 | Kitt Peak        | Spacewatch             | —         | MPC                           |
| 382481     | 2000 YT4   | 20 dez 2000 | Kitt Peak        | Spacewatch             | —         | MPC                           |
| 382482     | 2001 AF6   | 2 jan 2001  | Socorro          | LINEAR                 | —         | MPC                           |
| 382483     | 2001 AK17  | 2 jan 2001  | Socorro          | LINEAR                 | —         | MPC                           |
| 382484     | 2001 AO25  | 5 jan 2001  | Socorro          | LINEAR                 | —         | MPC                           |
| 382485     | 2001 BL3   | 17 jan 2001 | Socorro          | LINEAR                 | Juno      | MPC                           |
| 382486     | 2001 CX19  | 3 fev 2001  | Prescott         | P. G. Comba            | —         | MPC                           |
| 382487     | 2001 DQ58  | 18 fev 2001 | Haleakala        | NEAT                   | Juno      | MPC                           |
| 382488     | 2001 DE79  | 22 fev 2001 | Socorro          | LINEAR                 | —         | MPC                           |
| 382489     | 2001 FW108 | 18 mar 2001 | Socorro          | LINEAR                 | —         | MPC                           |
| 382490     | 2001 GU8   | 16 fev 2001 | Socorro          | LINEAR                 | —         | MPC                           |
| 382491     | 2001 NW17  | 3 jul 2001  | Haleakala        | NEAT                   | Juno      | MPC                           |
| 382492     | 2001 OQ16  | 22 jul 2001 | Palomar          | NEAT                   | —         | MPC                           |
| 382493     | 2001 PF10  | 8 ago 2001  | Haleakala        | NEAT                   | —         | MPC                           |
| 382494     | 2001 PX45  | 12 ago 2001 | Palomar          | NEAT                   | Juno      | MPC                           |
| 382495     | 2001 QH1   | 16 ago 2001 | Socorro          | LINEAR                 | —         | MPC                           |
| 382496     | 2001 QX110 | 24 ago 2001 | Ondřejov         | P. Kušnirák, P. Pravec | —         | MPC                           |
| 382497     | 2001 QT129 | 20 ago 2001 | Socorro          | LINEAR                 | —         | MPC                           |
| 382498     | 2001 QM150 | 26 ago 2001 | Prescott         | P. G. Comba            | —         | MPC                           |
| 382499     | 2001 QV175 | 23 ago 2001 | Kitt Peak        | Spacewatch             | —         | MPC                           |
| 382500     | 2001 QV214 | 23 ago 2001 | Anderson Mesa    | LONEOS                 | Mitidika  | MPC                           |

## 382501–382600
| Designação | Designação | Descoberta  | Descoberta    | Descobridor(es) | Categoria | Mais informações / Referência |
| Permanente | Provisória | Data        | Local         | Descobridor(es) | Categoria | Mais informações / Referência |
| ---------- | ---------- | ----------- | ------------- | --------------- | --------- | ----------------------------- |
| 382501     | 2001 QW280 | 19 ago 2001 | Socorro       | LINEAR          | —         | MPC                           |
| 382502     | 2001 RR5   | 9 set 2001  | Desert Eagle  | W. K. Y. Yeung  | —         | MPC                           |
| 382503     | 2001 RE8   | 8 set 2001  | Socorro       | LINEAR          | —         | MPC                           |
| 382504     | 2001 RP19  | 7 set 2001  | Socorro       | LINEAR          | —         | MPC                           |
| 382505     | 2001 RF56  | 12 set 2001 | Socorro       | LINEAR          | Themis    | MPC                           |
| 382506     | 2001 RU127 | 12 set 2001 | Socorro       | LINEAR          | —         | MPC                           |
| 382507     | 2001 SN1   | 17 set 2001 | Desert Eagle  | W. K. Y. Yeung  | —         | MPC                           |
| 382508     | 2001 SX7   | 18 set 2001 | Kitt Peak     | Spacewatch      | —         | MPC                           |
| 382509     | 2001 SC14  | 16 set 2001 | Socorro       | LINEAR          | Chloris   | MPC                           |
| 382510     | 2001 SK18  | 16 set 2001 | Socorro       | LINEAR          | —         | MPC                           |
| 382511     | 2001 SV24  | 16 set 2001 | Socorro       | LINEAR          | —         | MPC                           |
| 382512     | 2001 SL30  | 16 set 2001 | Socorro       | LINEAR          | Mitidika  | MPC                           |
| 382513     | 2001 SR89  | 20 set 2001 | Socorro       | LINEAR          | Ursula    | MPC                           |
| 382514     | 2001 ST102 | 20 set 2001 | Socorro       | LINEAR          | —         | MPC                           |
| 382515     | 2001 SQ103 | 20 set 2001 | Socorro       | LINEAR          | —         | MPC                           |
| 382516     | 2001 SE123 | 16 set 2001 | Socorro       | LINEAR          | —         | MPC                           |
| 382517     | 2001 SY127 | 16 set 2001 | Socorro       | LINEAR          | —         | MPC                           |
| 382518     | 2001 SG156 | 17 set 2001 | Socorro       | LINEAR          | —         | MPC                           |
| 382519     | 2001 SO172 | 16 set 2001 | Socorro       | LINEAR          | Mitidika  | MPC                           |
| 382520     | 2001 SZ173 | 16 set 2001 | Socorro       | LINEAR          | —         | MPC                           |
| 382521     | 2001 SB190 | 19 set 2001 | Socorro       | LINEAR          | —         | MPC                           |
| 382522     | 2001 SS212 | 19 set 2001 | Socorro       | LINEAR          | —         | MPC                           |
| 382523     | 2001 SZ227 | 19 set 2001 | Socorro       | LINEAR          | —         | MPC                           |
| 382524     | 2001 SA230 | 19 set 2001 | Socorro       | LINEAR          | —         | MPC                           |
| 382525     | 2001 SU247 | 19 set 2001 | Socorro       | LINEAR          | —         | MPC                           |
| 382526     | 2001 SY264 | 25 set 2001 | Desert Eagle  | W. K. Y. Yeung  | —         | MPC                           |
| 382527     | 2001 SN269 | 19 set 2001 | Kitt Peak     | Spacewatch      | Mitidika  | MPC                           |
| 382528     | 2001 SU303 | 20 set 2001 | Socorro       | LINEAR          | —         | MPC                           |
| 382529     | 2001 SE313 | 21 set 2001 | Socorro       | LINEAR          | —         | MPC                           |
| 382530     | 2001 SG332 | 19 set 2001 | Kitt Peak     | Spacewatch      | —         | MPC                           |
| 382531     | 2001 TK47  | 14 out 2001 | Cima Ekar     | ADAS            | —         | MPC                           |
| 382532     | 2001 TA53  | 13 out 2001 | Socorro       | LINEAR          | Mitidika  | MPC                           |
| 382533     | 2001 TZ57  | 13 out 2001 | Socorro       | LINEAR          | —         | MPC                           |
| 382534     | 2001 TM147 | 10 out 2001 | Palomar       | NEAT            | —         | MPC                           |
| 382535     | 2001 TM156 | 14 out 2001 | Kitt Peak     | Spacewatch      | —         | MPC                           |
| 382536     | 2001 TR158 | 11 out 2001 | Palomar       | NEAT            | Mitidika  | MPC                           |
| 382537     | 2001 TF159 | 11 out 2001 | Palomar       | NEAT            | —         | MPC                           |
| 382538     | 2001 TP173 | 14 out 2001 | Socorro       | LINEAR          | Ursula    | MPC                           |
| 382539     | 2001 TM178 | 14 out 2001 | Socorro       | LINEAR          | —         | MPC                           |
| 382540     | 2001 TS223 | 14 out 2001 | Socorro       | LINEAR          | —         | MPC                           |
| 382541     | 2001 TG239 | 15 out 2001 | Palomar       | NEAT            | —         | MPC                           |
| 382542     | 2001 UJ28  | 16 out 2001 | Socorro       | LINEAR          | —         | MPC                           |
| 382543     | 2001 UH41  | 17 out 2001 | Socorro       | LINEAR          | —         | MPC                           |
| 382544     | 2001 UY79  | 20 out 2001 | Socorro       | LINEAR          | —         | MPC                           |
| 382545     | 2001 UF106 | 20 out 2001 | Socorro       | LINEAR          | —         | MPC                           |
| 382546     | 2001 UR126 | 17 out 2001 | Socorro       | LINEAR          | Ursula    | MPC                           |
| 382547     | 2001 UQ129 | 20 out 2001 | Socorro       | LINEAR          | —         | MPC                           |
| 382548     | 2001 UP182 | 16 out 2001 | Socorro       | LINEAR          | —         | MPC                           |
| 382549     | 2001 UK186 | 17 out 2001 | Socorro       | LINEAR          | —         | MPC                           |
| 382550     | 2001 UP209 | 20 out 2001 | Palomar       | NEAT            | —         | MPC                           |
| 382551     | 2001 VO1   | 9 nov 2001  | Palomar       | NEAT            | —         | MPC                           |
| 382552     | 2001 VT53  | 10 nov 2001 | Socorro       | LINEAR          | —         | MPC                           |
| 382553     | 2001 VM69  | 15 out 2001 | Socorro       | LINEAR          | —         | MPC                           |
| 382554     | 2001 VG111 | 12 nov 2001 | Socorro       | LINEAR          | —         | MPC                           |
| 382555     | 2001 VX117 | 12 nov 2001 | Socorro       | LINEAR          | —         | MPC                           |
| 382556     | 2001 VF124 | 9 nov 2001  | Socorro       | LINEAR          | —         | MPC                           |
| 382557     | 2001 WQ64  | 20 nov 2001 | Socorro       | LINEAR          | —         | MPC                           |
| 382558     | 2001 XO34  | 9 dez 2001  | Socorro       | LINEAR          | —         | MPC                           |
| 382559     | 2001 XW159 | 14 dez 2001 | Socorro       | LINEAR          | —         | MPC                           |
| 382560     | 2001 XG215 | 13 dez 2001 | Socorro       | LINEAR          | —         | MPC                           |
| 382561     | 2001 XL218 | 15 dez 2001 | Socorro       | LINEAR          | —         | MPC                           |
| 382562     | 2001 XE243 | 14 dez 2001 | Socorro       | LINEAR          | —         | MPC                           |
| 382563     | 2001 XQ264 | 14 dez 2001 | Socorro       | LINEAR          | —         | MPC                           |
| 382564     | 2001 YA37  | 18 dez 2001 | Socorro       | LINEAR          | —         | MPC                           |
| 382565     | 2002 AM40  | 9 jan 2002  | Socorro       | LINEAR          | —         | MPC                           |
| 382566     | 2002 AK50  | 9 jan 2002  | Socorro       | LINEAR          | —         | MPC                           |
| 382567     | 2002 AB53  | 9 jan 2002  | Socorro       | LINEAR          | —         | MPC                           |
| 382568     | 2002 AA55  | 9 jan 2002  | Socorro       | LINEAR          | —         | MPC                           |
| 382569     | 2002 AX67  | 9 jan 2002  | Kitt Peak     | Spacewatch      | —         | MPC                           |
| 382570     | 2002 AM86  | 9 jan 2002  | Socorro       | LINEAR          | —         | MPC                           |
| 382571     | 2002 AY126 | 13 jan 2002 | Socorro       | LINEAR          | —         | MPC                           |
| 382572     | 2002 AJ149 | 14 jan 2002 | Socorro       | LINEAR          | —         | MPC                           |
| 382573     | 2002 AK174 | 14 jan 2002 | Socorro       | LINEAR          | —         | MPC                           |
| 382574     | 2002 AQ195 | 13 jan 2002 | Kitt Peak     | Spacewatch      | —         | MPC                           |
| 382575     | 2002 BT12  | 20 jan 2002 | Kitt Peak     | Spacewatch      | —         | MPC                           |
| 382576     | 2002 BX26  | 17 jan 2002 | Palomar       | NEAT            | —         | MPC                           |
| 382577     | 2002 CY67  | 7 fev 2002  | Socorro       | LINEAR          | —         | MPC                           |
| 382578     | 2002 CJ97  | 7 fev 2002  | Socorro       | LINEAR          | Phocaea   | MPC                           |
| 382579     | 2002 CZ126 | 7 fev 2002  | Socorro       | LINEAR          | —         | MPC                           |
| 382580     | 2002 CR150 | 10 fev 2002 | Socorro       | LINEAR          | —         | MPC                           |
| 382581     | 2002 CS150 | 10 fev 2002 | Socorro       | LINEAR          | —         | MPC                           |
| 382582     | 2002 CX152 | 11 fev 2002 | Socorro       | LINEAR          | —         | MPC                           |
| 382583     | 2002 CQ166 | 8 fev 2002  | Socorro       | LINEAR          | —         | MPC                           |
| 382584     | 2002 CP194 | 10 fev 2002 | Socorro       | LINEAR          | —         | MPC                           |
| 382585     | 2002 CM207 | 10 fev 2002 | Socorro       | LINEAR          | —         | MPC                           |
| 382586     | 2002 CC214 | 10 fev 2002 | Socorro       | LINEAR          | —         | MPC                           |
| 382587     | 2002 CL229 | 8 fev 2002  | Kitt Peak     | Spacewatch      | —         | MPC                           |
| 382588     | 2002 CE234 | 12 fev 2002 | Palomar       | NEAT            | —         | MPC                           |
| 382589     | 2002 CW261 | 5 fev 2002  | Palomar       | NEAT            | —         | MPC                           |
| 382590     | 2002 CJ288 | 10 fev 2002 | Socorro       | LINEAR          | —         | MPC                           |
| 382591     | 2002 CT301 | 12 fev 2002 | Socorro       | LINEAR          | —         | MPC                           |
| 382592     | 2002 CO302 | 12 fev 2002 | Socorro       | LINEAR          | —         | MPC                           |
| 382593     | 2002 CB306 | 4 fev 2002  | Palomar       | NEAT            | —         | MPC                           |
| 382594     | 2002 DH17  | 20 fev 2002 | Anderson Mesa | LONEOS          | —         | MPC                           |
| 382595     | 2002 DD18  | 20 fev 2002 | Socorro       | LINEAR          | —         | MPC                           |
| 382596     | 2002 EY1   | 5 mar 2002  | Nashville     | R. Clingan      | —         | MPC                           |
| 382597     | 2002 EL57  | 13 mar 2002 | Socorro       | LINEAR          | Phocaea   | MPC                           |
| 382598     | 2002 EG96  | 10 mar 2002 | Kitt Peak     | Spacewatch      | —         | MPC                           |
| 382599     | 2002 EL111 | 9 mar 2002  | Anderson Mesa | LONEOS          | —         | MPC                           |
| 382600     | 2002 EG122 | 12 mar 2002 | Palomar       | NEAT            | —         | MPC                           |

## 382601–382700
| Designação | Designação | Descoberta  | Descoberta       | Descobridor(es) | Categoria | Mais informações / Referência |
| Permanente | Provisória | Data        | Local            | Descobridor(es) | Categoria | Mais informações / Referência |
| ---------- | ---------- | ----------- | ---------------- | --------------- | --------- | ----------------------------- |
| 382601     | 2002 EK124 | 12 mar 2002 | Kitt Peak        | Spacewatch      | —         | MPC                           |
| 382602     | 2002 GW11  | 15 abr 2002 | Desert Eagle     | W. K. Y. Yeung  | —         | MPC                           |
| 382603     | 2002 GA68  | 8 abr 2002  | Palomar          | NEAT            | —         | MPC                           |
| 382604     | 2002 GC75  | 9 abr 2002  | Palomar          | NEAT            | —         | MPC                           |
| 382605     | 2002 GU85  | 10 abr 2002 | Palomar          | NEAT            | Phocaea   | MPC                           |
| 382606     | 2002 JY3   | 5 mai 2002  | Socorro          | LINEAR          | —         | MPC                           |
| 382607     | 2002 JA108 | 14 mai 2002 | Palomar          | NEAT            | —         | MPC                           |
| 382608     | 2002 LW22  | 8 jun 2002  | Socorro          | LINEAR          | —         | MPC                           |
| 382609     | 2002 LQ29  | 9 jun 2002  | Haleakala        | NEAT            | —         | MPC                           |
| 382610     | 2002 LJ30  | 1 jun 2002  | Palomar          | NEAT            | —         | MPC                           |
| 382611     | 2002 NA16  | 5 jul 2002  | Socorro          | LINEAR          | —         | MPC                           |
| 382612     | 2002 NH48  | 14 jul 2002 | Palomar          | NEAT            | —         | MPC                           |
| 382613     | 2002 NW61  | 13 jul 2002 | Socorro          | LINEAR          | —         | MPC                           |
| 382614     | 2002 NN70  | 9 jul 2002  | Palomar          | NEAT            | Eos       | MPC                           |
| 382615     | 2002 NM71  | 8 jul 2002  | Palomar          | NEAT            | —         | MPC                           |
| 382616     | 2002 OX7   | 21 jul 2002 | Palomar          | NEAT            | —         | MPC                           |
| 382617     | 2002 OK20  | 28 jul 2002 | Palomar          | NEAT            | —         | MPC                           |
| 382618     | 2002 OL34  | 29 jul 2002 | Palomar          | NEAT            | —         | MPC                           |
| 382619     | 2002 PB31  | 6 ago 2002  | Palomar          | NEAT            | —         | MPC                           |
| 382620     | 2002 PX32  | 6 ago 2002  | Palomar          | NEAT            | —         | MPC                           |
| 382621     | 2002 PS78  | 11 ago 2002 | Palomar          | NEAT            | —         | MPC                           |
| 382622     | 2002 PF88  | 12 ago 2002 | Socorro          | LINEAR          | Juno      | MPC                           |
| 382623     | 2002 PE113 | 12 ago 2002 | Socorro          | LINEAR          | —         | MPC                           |
| 382624     | 2002 PY124 | 13 ago 2002 | Anderson Mesa    | LONEOS          | —         | MPC                           |
| 382625     | 2002 PC130 | 7 ago 2002  | Palomar          | NEAT            | —         | MPC                           |
| 382626     | 2002 PU153 | 8 ago 2002  | Palomar          | NEAT            | —         | MPC                           |
| 382627     | 2002 PB167 | 8 ago 2002  | Palomar          | NEAT            | —         | MPC                           |
| 382628     | 2002 PA182 | 15 ago 2002 | Palomar          | NEAT            | —         | MPC                           |
| 382629     | 2002 PA190 | 15 ago 2002 | Palomar          | NEAT            | —         | MPC                           |
| 382630     | 2002 QC9   | 19 ago 2002 | Palomar          | NEAT            | —         | MPC                           |
| 382631     | 2002 QQ14  | 26 ago 2002 | Palomar          | NEAT            | —         | MPC                           |
| 382632     | 2002 QN21  | 26 ago 2002 | Palomar          | NEAT            | —         | MPC                           |
| 382633     | 2002 QP75  | 18 ago 2002 | Palomar          | NEAT            | Juno      | MPC                           |
| 382634     | 2002 QJ82  | 30 ago 2002 | Palomar          | NEAT            | —         | MPC                           |
| 382635     | 2002 QB86  | 17 ago 2002 | Palomar          | NEAT            | —         | MPC                           |
| 382636     | 2002 QP103 | 18 ago 2002 | Palomar          | NEAT            | —         | MPC                           |
| 382637     | 2002 QO114 | 28 ago 2002 | Palomar          | NEAT            | —         | MPC                           |
| 382638     | 2002 QJ134 | 30 ago 2002 | Palomar          | NEAT            | —         | MPC                           |
| 382639     | 2002 QX137 | 17 ago 2002 | Palomar          | NEAT            | —         | MPC                           |
| 382640     | 2002 QH140 | 20 ago 2002 | Palomar          | NEAT            | —         | MPC                           |
| 382641     | 2002 RX5   | 4 set 2002  | Palomar          | NEAT            | —         | MPC                           |
| 382642     | 2002 RP53  | 5 set 2002  | Socorro          | LINEAR          | —         | MPC                           |
| 382643     | 2002 RT126 | 9 set 2002  | Palomar          | NEAT            | —         | MPC                           |
| 382644     | 2002 RC134 | 10 set 2002 | Palomar          | NEAT            | —         | MPC                           |
| 382645     | 2002 RE142 | 11 set 2002 | Palomar          | NEAT            | —         | MPC                           |
| 382646     | 2002 RN175 | 13 set 2002 | Palomar          | NEAT            | —         | MPC                           |
| 382647     | 2002 RB178 | 13 set 2002 | Palomar          | NEAT            | —         | MPC                           |
| 382648     | 2002 RC188 | 12 set 2002 | Palomar          | NEAT            | —         | MPC                           |
| 382649     | 2002 RJ215 | 13 set 2002 | Socorro          | LINEAR          | —         | MPC                           |
| 382650     | 2002 RW271 | 4 set 2002  | Palomar          | NEAT            | —         | MPC                           |
| 382651     | 2002 RB280 | 14 set 2002 | Palomar          | NEAT            | —         | MPC                           |
| 382652     | 2002 SS3   | 26 set 2002 | Palomar          | NEAT            | —         | MPC                           |
| 382653     | 2002 SV11  | 27 set 2002 | Palomar          | NEAT            | —         | MPC                           |
| 382654     | 2002 SS46  | 29 set 2002 | Haleakala        | NEAT            | —         | MPC                           |
| 382655     | 2002 SY63  | 27 set 2002 | Palomar          | NEAT            | Juno      | MPC                           |
| 382656     | 2002 SW67  | 26 set 2002 | Palomar          | NEAT            | —         | MPC                           |
| 382657     | 2002 TD9   | 1 out 2002  | Črni Vrh         | Črni Vrh        | —         | MPC                           |
| 382658     | 2002 TU24  | 2 out 2002  | Socorro          | LINEAR          | —         | MPC                           |
| 382659     | 2002 TK61  | 3 out 2002  | Campo Imperatore | CINEOS          | —         | MPC                           |
| 382660     | 2002 TK80  | 1 out 2002  | Anderson Mesa    | LONEOS          | —         | MPC                           |
| 382661     | 2002 TT88  | 3 out 2002  | Palomar          | NEAT            | —         | MPC                           |
| 382662     | 2002 TL94  | 3 out 2002  | Socorro          | LINEAR          | —         | MPC                           |
| 382663     | 2002 TB98  | 1 out 1995  | Kitt Peak        | Spacewatch      | —         | MPC                           |
| 382664     | 2002 TD101 | 4 out 2002  | Socorro          | LINEAR          | —         | MPC                           |
| 382665     | 2002 TG101 | 4 out 2002  | Socorro          | LINEAR          | —         | MPC                           |
| 382666     | 2002 TL101 | 4 out 2002  | Socorro          | LINEAR          | —         | MPC                           |
| 382667     | 2002 TZ107 | 1 out 2002  | Anderson Mesa    | LONEOS          | —         | MPC                           |
| 382668     | 2002 TG121 | 3 out 2002  | Palomar          | NEAT            | —         | MPC                           |
| 382669     | 2002 TA126 | 4 out 2002  | Palomar          | NEAT            | —         | MPC                           |
| 382670     | 2002 TQ147 | 4 out 2002  | Palomar          | NEAT            | —         | MPC                           |
| 382671     | 2002 TQ155 | 5 out 2002  | Palomar          | NEAT            | —         | MPC                           |
| 382672     | 2002 TG205 | 4 out 2002  | Socorro          | LINEAR          | —         | MPC                           |
| 382673     | 2002 TP210 | 7 out 2002  | Socorro          | LINEAR          | —         | MPC                           |
| 382674     | 2002 TH224 | 8 out 2002  | Anderson Mesa    | LONEOS          | —         | MPC                           |
| 382675     | 2002 TG286 | 10 out 2002 | Socorro          | LINEAR          | —         | MPC                           |
| 382676     | 2002 TL287 | 10 out 2002 | Socorro          | LINEAR          | —         | MPC                           |
| 382677     | 2002 TG314 | 4 out 2002  | Apache Point     | SDSS            | —         | MPC                           |
| 382678     | 2002 TT346 | 5 out 2002  | Apache Point     | SDSS            | —         | MPC                           |
| 382679     | 2002 TP370 | 10 out 2002 | Apache Point     | SDSS            | —         | MPC                           |
| 382680     | 2002 TO381 | 9 out 2002  | Palomar          | NEAT            | —         | MPC                           |
| 382681     | 2002 UD4   | 28 out 2002 | Socorro          | LINEAR          | —         | MPC                           |
| 382682     | 2002 UK51  | 29 out 2002 | Apache Point     | SDSS            | —         | MPC                           |
| 382683     | 2002 UL60  | 29 out 2002 | Apache Point     | SDSS            | Brangane  | MPC                           |
| 382684     | 2002 UJ71  | 16 out 2002 | Palomar          | NEAT            | —         | MPC                           |
| 382685     | 2002 UW75  | 31 out 2002 | Palomar          | NEAT            | —         | MPC                           |
| 382686     | 2002 VZ14  | 6 nov 2002  | Needville        | Needville Obs.  | —         | MPC                           |
| 382687     | 2002 VH25  | 5 nov 2002  | Socorro          | LINEAR          | —         | MPC                           |
| 382688     | 2002 VH26  | 5 nov 2002  | Socorro          | LINEAR          | —         | MPC                           |
| 382689     | 2002 VK27  | 5 nov 2002  | Socorro          | LINEAR          | —         | MPC                           |
| 382690     | 2002 VN51  | 6 nov 2002  | Anderson Mesa    | LONEOS          | —         | MPC                           |
| 382691     | 2002 VS60  | 3 nov 2002  | Haleakala        | NEAT            | —         | MPC                           |
| 382692     | 2002 VT60  | 4 nov 2002  | Palomar          | NEAT            | —         | MPC                           |
| 382693     | 2002 VY60  | 5 nov 2002  | Socorro          | LINEAR          | —         | MPC                           |
| 382694     | 2002 VM66  | 6 nov 2002  | Socorro          | LINEAR          | —         | MPC                           |
| 382695     | 2002 VK71  | 7 nov 2002  | Socorro          | LINEAR          | —         | MPC                           |
| 382696     | 2002 VU88  | 11 nov 2002 | Anderson Mesa    | LONEOS          | —         | MPC                           |
| 382697     | 2002 VR91  | 12 nov 2002 | Anderson Mesa    | LONEOS          | —         | MPC                           |
| 382698     | 2002 VL92  | 12 nov 2002 | Socorro          | LINEAR          | —         | MPC                           |
| 382699     | 2002 VW100 | 11 nov 2002 | Anderson Mesa    | LONEOS          | —         | MPC                           |
| 382700     | 2002 VK114 | 13 nov 2002 | Palomar          | NEAT            | —         | MPC                           |

## 382701–382800
| Designação | Designação | Descoberta  | Descoberta       | Descobridor(es)    | Categoria | Mais informações / Referência |
| Permanente | Provisória | Data        | Local            | Descobridor(es)    | Categoria | Mais informações / Referência |
| ---------- | ---------- | ----------- | ---------------- | ------------------ | --------- | ----------------------------- |
| 382701     | 2002 VR135 | 7 nov 2002  | Kitt Peak        | M. W. Buie         | Mitidika  | MPC                           |
| 382702     | 2002 VU137 | 13 nov 2002 | Palomar          | A. Lowe            | —         | MPC                           |
| 382703     | 2002 VX139 | 13 nov 2002 | Apache Point     | SDSS               | —         | MPC                           |
| 382704     | 2002 VJ142 | 5 nov 2002  | Palomar          | NEAT               | —         | MPC                           |
| 382705     | 2002 VR146 | 4 nov 2002  | Palomar          | NEAT               | —         | MPC                           |
| 382706     | 2002 VE147 | 13 nov 2002 | Palomar          | NEAT               | Mitidika  | MPC                           |
| 382707     | 2002 WD19  | 24 nov 2002 | Palomar          | S. F. Hönig        | —         | MPC                           |
| 382708     | 2002 WR21  | 24 nov 2002 | Palomar          | NEAT               | —         | MPC                           |
| 382709     | 2002 WX22  | 24 nov 2002 | Palomar          | NEAT               | —         | MPC                           |
| 382710     | 2002 WP25  | 24 nov 2002 | Palomar          | NEAT               | —         | MPC                           |
| 382711     | 2002 WM27  | 24 nov 2002 | Palomar          | NEAT               | —         | MPC                           |
| 382712     | 2002 WM29  | 16 nov 2002 | Palomar          | NEAT               | —         | MPC                           |
| 382713     | 2002 XB1   | 1 dez 2002  | Nashville        | R. Clingan         | —         | MPC                           |
| 382714     | 2002 XJ2   | 1 dez 2002  | Socorro          | LINEAR             | —         | MPC                           |
| 382715     | 2002 XJ17  | 14 nov 2002 | Socorro          | LINEAR             | —         | MPC                           |
| 382716     | 2002 XW41  | 6 dez 2002  | Socorro          | LINEAR             | —         | MPC                           |
| 382717     | 2002 XG43  | 10 dez 2002 | Palomar          | NEAT               | —         | MPC                           |
| 382718     | 2002 XR50  | 10 dez 2002 | Socorro          | LINEAR             | —         | MPC                           |
| 382719     | 2002 XU64  | 11 dez 2002 | Socorro          | LINEAR             | Juno      | MPC                           |
| 382720     | 2002 XO79  | 11 dez 2002 | Socorro          | LINEAR             | —         | MPC                           |
| 382721     | 2002 XH82  | 11 dez 2002 | Socorro          | LINEAR             | —         | MPC                           |
| 382722     | 2002 XR90  | 3 dez 2002  | Uccle            | T. Pauwels         | —         | MPC                           |
| 382723     | 2002 XK119 | 10 dez 2002 | Palomar          | NEAT               | —         | MPC                           |
| 382724     | 2002 YR8   | 31 dez 2002 | Socorro          | LINEAR             | —         | MPC                           |
| 382725     | 2002 YT24  | 31 dez 2002 | Socorro          | LINEAR             | Mitidika  | MPC                           |
| 382726     | 2002 YG26  | 31 dez 2002 | Socorro          | LINEAR             | —         | MPC                           |
| 382727     | 2003 AR3   | 2 jan 2003  | Socorro          | LINEAR             | —         | MPC                           |
| 382728     | 2003 AD21  | 5 jan 2003  | Socorro          | LINEAR             | —         | MPC                           |
| 382729     | 2003 AV25  | 4 jan 2003  | Socorro          | LINEAR             | —         | MPC                           |
| 382730     | 2003 AG33  | 5 jan 2003  | Socorro          | LINEAR             | —         | MPC                           |
| 382731     | 2003 AN42  | 7 jan 2003  | Socorro          | LINEAR             | —         | MPC                           |
| 382732     | 2003 AF43  | 5 dez 2002  | Socorro          | LINEAR             | —         | MPC                           |
| 382733     | 2003 AN51  | 5 dez 2002  | Socorro          | LINEAR             | —         | MPC                           |
| 382734     | 2003 AZ63  | 8 jan 2003  | Socorro          | LINEAR             | —         | MPC                           |
| 382735     | 2003 AJ70  | 9 jan 2003  | Socorro          | LINEAR             | —         | MPC                           |
| 382736     | 2003 AG82  | 13 jan 2003 | Socorro          | LINEAR             | —         | MPC                           |
| 382737     | 2003 AM90  | 5 jan 2003  | Socorro          | LINEAR             | —         | MPC                           |
| 382738     | 2003 BY5   | 27 jan 2003 | Anderson Mesa    | LONEOS             | —         | MPC                           |
| 382739     | 2003 BW11  | 26 jan 2003 | Anderson Mesa    | LONEOS             | —         | MPC                           |
| 382740     | 2003 BF14  | 26 jan 2003 | Haleakala        | NEAT               | —         | MPC                           |
| 382741     | 2003 BC24  | 25 jan 2003 | Palomar          | NEAT               | —         | MPC                           |
| 382742     | 2003 BK48  | 26 jan 2003 | Kitt Peak        | Spacewatch         | —         | MPC                           |
| 382743     | 2003 BQ74  | 29 jan 2003 | Palomar          | NEAT               | —         | MPC                           |
| 382744     | 2003 BD92  | 26 jan 2003 | Haleakala        | NEAT               | —         | MPC                           |
| 382745     | 2003 CC    | 1 fev 2003  | Kitt Peak        | Spacewatch         | —         | MPC                           |
| 382746     | 2003 CH7   | 1 fev 2003  | Socorro          | LINEAR             | —         | MPC                           |
| 382747     | 2003 CA26  | 2 fev 2003  | Palomar          | NEAT               | —         | MPC                           |
| 382748     | 2003 CM26  | 24 out 2001 | Kitt Peak        | Spacewatch         | —         | MPC                           |
| 382749     | 2003 DB    | 19 fev 2003 | Palomar          | NEAT               | —         | MPC                           |
| 382750     | 2003 DK    | 19 fev 2003 | Haleakala        | NEAT               | —         | MPC                           |
| 382751     | 2003 DC21  | 22 fev 2003 | Palomar          | NEAT               | —         | MPC                           |
| 382752     | 2003 DY24  | 22 fev 2003 | Palomar          | NEAT               | —         | MPC                           |
| 382753     | 2003 EU8   | 6 mar 2003  | Socorro          | LINEAR             | —         | MPC                           |
| 382754     | 2003 EW38  | 8 mar 2003  | Kitt Peak        | Spacewatch         | —         | MPC                           |
| 382755     | 2003 ET44  | 7 mar 2003  | Anderson Mesa    | LONEOS             | —         | MPC                           |
| 382756     | 2003 FE17  | 24 mar 2003 | Kitt Peak        | Spacewatch         | —         | MPC                           |
| 382757     | 2003 FS37  | 23 mar 2003 | Kitt Peak        | Spacewatch         | —         | MPC                           |
| 382758     | 2003 GY    | 5 abr 2003  | Haleakala        | NEAT               | —         | MPC                           |
| 382759     | 2003 LT3   | 3 jun 2003  | Catalina         | CSS                | —         | MPC                           |
| 382760     | 2003 NY    | 2 jul 2003  | Socorro          | LINEAR             | —         | MPC                           |
| 382761     | 2003 OW15  | 23 jul 2003 | Palomar          | NEAT               | —         | MPC                           |
| 382762     | 2003 OJ19  | 30 jul 2003 | Palomar          | NEAT               | —         | MPC                           |
| 382763     | 2003 OS30  | 24 jul 2003 | Palomar          | NEAT               | —         | MPC                           |
| 382764     | 2003 QP10  | 22 ago 2003 | Kleť             | J. Tichá, M. Tichý | —         | MPC                           |
| 382765     | 2003 QR23  | 21 ago 2003 | Campo Imperatore | CINEOS             | —         | MPC                           |
| 382766     | 2003 QJ103 | 31 ago 2003 | Haleakala        | NEAT               | —         | MPC                           |
| 382767     | 2003 RO12  | 14 set 2003 | Haleakala        | NEAT               | —         | MPC                           |
| 382768     | 2003 SJ6   | 16 set 2003 | Haleakala        | NEAT               | —         | MPC                           |
| 382769     | 2003 SX7   | 16 set 2003 | Palomar          | NEAT               | —         | MPC                           |
| 382770     | 2003 SG24  | 17 set 2003 | Palomar          | NEAT               | —         | MPC                           |
| 382771     | 2003 SL37  | 16 set 2003 | Palomar          | NEAT               | —         | MPC                           |
| 382772     | 2003 SM50  | 18 set 2003 | Palomar          | NEAT               | —         | MPC                           |
| 382773     | 2003 SC71  | 4 set 2003  | Socorro          | LINEAR             | —         | MPC                           |
| 382774     | 2003 SD77  | 19 set 2003 | Kitt Peak        | Spacewatch         | —         | MPC                           |
| 382775     | 2003 SQ96  | 19 set 2003 | Palomar          | NEAT               | —         | MPC                           |
| 382776     | 2003 SS102 | 20 set 2003 | Socorro          | LINEAR             | —         | MPC                           |
| 382777     | 2003 SR111 | 20 set 2003 | Socorro          | LINEAR             | —         | MPC                           |
| 382778     | 2003 SM119 | 17 set 2003 | Anderson Mesa    | LONEOS             | —         | MPC                           |
| 382779     | 2003 SL121 | 17 set 2003 | Kitt Peak        | Spacewatch         | —         | MPC                           |
| 382780     | 2003 SX184 | 21 set 2003 | Kitt Peak        | Spacewatch         | —         | MPC                           |
| 382781     | 2003 SY240 | 27 set 2003 | Socorro          | LINEAR             | —         | MPC                           |
| 382782     | 2003 SN267 | 29 set 2003 | Kitt Peak        | Spacewatch         | —         | MPC                           |
| 382783     | 2003 SR275 | 29 set 2003 | Socorro          | LINEAR             | —         | MPC                           |
| 382784     | 2003 SG296 | 29 set 2003 | Anderson Mesa    | LONEOS             | —         | MPC                           |
| 382785     | 2003 SO327 | 19 set 2003 | Kitt Peak        | Spacewatch         | Eos       | MPC                           |
| 382786     | 2003 SW333 | 28 set 2003 | Apache Point     | SDSS               | —         | MPC                           |
| 382787     | 2003 SK346 | 18 set 2003 | Kitt Peak        | Spacewatch         | —         | MPC                           |
| 382788     | 2003 SE349 | 18 set 2003 | Kitt Peak        | Spacewatch         | —         | MPC                           |
| 382789     | 2003 SV350 | 19 set 2003 | Kitt Peak        | Spacewatch         | —         | MPC                           |
| 382790     | 2003 SC370 | 26 set 2003 | Apache Point     | SDSS               | —         | MPC                           |
| 382791     | 2003 SA375 | 26 set 2003 | Apache Point     | SDSS               | —         | MPC                           |
| 382792     | 2003 SM384 | 26 set 2003 | Apache Point     | SDSS               | —         | MPC                           |
| 382793     | 2003 SB387 | 26 set 2003 | Apache Point     | SDSS               | —         | MPC                           |
| 382794     | 2003 TH18  | 14 out 2003 | Palomar          | NEAT               | —         | MPC                           |
| 382795     | 2003 TF20  | 14 out 2003 | Palomar          | NEAT               | —         | MPC                           |
| 382796     | 2003 UL8   | 5 out 2003  | Socorro          | LINEAR             | —         | MPC                           |
| 382797     | 2003 UF44  | 18 out 2003 | Kitt Peak        | Spacewatch         | —         | MPC                           |
| 382798     | 2003 UP49  | 16 out 2003 | Palomar          | NEAT               | —         | MPC                           |
| 382799     | 2003 UC50  | 2 out 2003  | Socorro          | LINEAR             | —         | MPC                           |
| 382800     | 2003 UD58  | 16 out 2003 | Kitt Peak        | Spacewatch         | —         | MPC                           |

## 382801–382900
| Designação | Designação | Descoberta  | Descoberta       | Descobridor(es) | Categoria | Mais informações / Referência |
| Permanente | Provisória | Data        | Local            | Descobridor(es) | Categoria | Mais informações / Referência |
| ---------- | ---------- | ----------- | ---------------- | --------------- | --------- | ----------------------------- |
| 382801     | 2003 UY74  | 21 set 2003 | Anderson Mesa    | LONEOS          | —         | MPC                           |
| 382802     | 2003 UT130 | 19 out 2003 | Palomar          | NEAT            | —         | MPC                           |
| 382803     | 2003 US136 | 21 out 2003 | Socorro          | LINEAR          | Eos       | MPC                           |
| 382804     | 2003 UY136 | 21 out 2003 | Palomar          | NEAT            | —         | MPC                           |
| 382805     | 2003 UA144 | 29 set 2003 | Socorro          | LINEAR          | —         | MPC                           |
| 382806     | 2003 UZ157 | 20 out 2003 | Kitt Peak        | Spacewatch      | —         | MPC                           |
| 382807     | 2003 UB192 | 23 out 2003 | Anderson Mesa    | LONEOS          | —         | MPC                           |
| 382808     | 2003 UF206 | 18 out 2003 | Anderson Mesa    | LONEOS          | —         | MPC                           |
| 382809     | 2003 UN207 | 22 out 2003 | Kitt Peak        | Spacewatch      | —         | MPC                           |
| 382810     | 2003 UX214 | 22 set 2003 | Kitt Peak        | Spacewatch      | —         | MPC                           |
| 382811     | 2003 UM216 | 21 out 2003 | Socorro          | LINEAR          | —         | MPC                           |
| 382812     | 2003 UD219 | 21 out 2003 | Palomar          | NEAT            | —         | MPC                           |
| 382813     | 2003 UA239 | 24 out 2003 | Socorro          | LINEAR          | —         | MPC                           |
| 382814     | 2003 UD334 | 18 out 2003 | Apache Point     | SDSS            | —         | MPC                           |
| 382815     | 2003 UG346 | 19 out 2003 | Apache Point     | SDSS            | Themis    | MPC                           |
| 382816     | 2003 UO352 | 19 out 2003 | Apache Point     | SDSS            | —         | MPC                           |
| 382817     | 2003 UX380 | 22 out 2003 | Apache Point     | SDSS            | —         | MPC                           |
| 382818     | 2003 VD6   | 15 nov 2003 | Palomar          | NEAT            | —         | MPC                           |
| 382819     | 2003 VE11  | 15 nov 2003 | Palomar          | NEAT            | Eos       | MPC                           |
| 382820     | 2003 WB9   | 16 nov 2003 | Kitt Peak        | Spacewatch      | —         | MPC                           |
| 382821     | 2003 WA38  | 19 nov 2003 | Socorro          | LINEAR          | —         | MPC                           |
| 382822     | 2003 WQ46  | 18 nov 2003 | Palomar          | NEAT            | —         | MPC                           |
| 382823     | 2003 WJ79  | 20 nov 2003 | Socorro          | LINEAR          | Eos       | MPC                           |
| 382824     | 2003 WE86  | 29 jun 2003 | Socorro          | LINEAR          | —         | MPC                           |
| 382825     | 2003 XB22  | 15 dez 2003 | Siding Spring    | R. H. McNaught  | —         | MPC                           |
| 382826     | 2003 XL28  | 1 dez 2003  | Kitt Peak        | Spacewatch      | —         | MPC                           |
| 382827     | 2003 XN30  | 19 nov 2003 | Kitt Peak        | Spacewatch      | —         | MPC                           |
| 382828     | 2003 YW2   | 18 dez 2003 | Desert Eagle     | W. K. Y. Yeung  | —         | MPC                           |
| 382829     | 2003 YP22  | 18 dez 2003 | Socorro          | LINEAR          | —         | MPC                           |
| 382830     | 2003 YA181 | 19 dez 2003 | Kitt Peak        | Spacewatch      | —         | MPC                           |
| 382831     | 2003 YC181 | 21 dez 2003 | Kitt Peak        | Spacewatch      | —         | MPC                           |
| 382832     | 2003 YD181 | 22 dez 2003 | Kitt Peak        | Spacewatch      | —         | MPC                           |
| 382833     | 2004 AS5   | 13 jan 2004 | Palomar          | NEAT            | —         | MPC                           |
| 382834     | 2004 AC21  | 15 jan 2004 | Kitt Peak        | Spacewatch      | —         | MPC                           |
| 382835     | 2004 AT23  | 15 jan 2004 | Kitt Peak        | Spacewatch      | —         | MPC                           |
| 382836     | 2004 BQ30  | 18 jan 2004 | Palomar          | NEAT            | —         | MPC                           |
| 382837     | 2004 BZ38  | 20 jan 2004 | Socorro          | LINEAR          | —         | MPC                           |
| 382838     | 2004 BG83  | 23 jan 2004 | Socorro          | LINEAR          | —         | MPC                           |
| 382839     | 2004 BE88  | 23 jan 2004 | Anderson Mesa    | LONEOS          | —         | MPC                           |
| 382840     | 2004 BR130 | 16 jan 2004 | Kitt Peak        | Spacewatch      | —         | MPC                           |
| 382841     | 2004 CN14  | 11 fev 2004 | Kitt Peak        | Spacewatch      | Brangane  | MPC                           |
| 382842     | 2004 CP43  | 12 fev 2004 | Kitt Peak        | Spacewatch      | —         | MPC                           |
| 382843     | 2004 CX47  | 14 fev 2004 | Haleakala        | NEAT            | —         | MPC                           |
| 382844     | 2004 CB53  | 11 fev 2004 | Kitt Peak        | Spacewatch      | —         | MPC                           |
| 382845     | 2004 CR103 | 12 fev 2004 | Palomar          | NEAT            | —         | MPC                           |
| 382846     | 2004 DK47  | 19 fev 2004 | Socorro          | LINEAR          | —         | MPC                           |
| 382847     | 2004 DK53  | 23 fev 2004 | Bergisch Gladbac | W. Bickel       | —         | MPC                           |
| 382848     | 2004 EF18  | 12 mar 2004 | Palomar          | NEAT            | —         | MPC                           |
| 382849     | 2004 EA23  | 15 mar 2004 | Catalina         | CSS             | —         | MPC                           |
| 382850     | 2004 EJ30  | 15 mar 2004 | Catalina         | CSS             | —         | MPC                           |
| 382851     | 2004 EA54  | 15 mar 2004 | Campo Imperatore | CINEOS          | —         | MPC                           |
| 382852     | 2004 EF72  | 15 mar 2004 | Socorro          | LINEAR          | —         | MPC                           |
| 382853     | 2004 ER88  | 14 mar 2004 | Kitt Peak        | Spacewatch      | —         | MPC                           |
| 382854     | 2004 EC96  | 15 mar 2004 | Socorro          | LINEAR          | —         | MPC                           |
| 382855     | 2004 ED96  | 15 mar 2004 | Palomar          | NEAT            | —         | MPC                           |
| 382856     | 2004 FK28  | 18 mar 2004 | Socorro          | LINEAR          | —         | MPC                           |
| 382857     | 2004 FY28  | 28 mar 2004 | Socorro          | LINEAR          | —         | MPC                           |
| 382858     | 2004 FE42  | 13 fev 2004 | Kitt Peak        | Spacewatch      | —         | MPC                           |
| 382859     | 2004 FE83  | 17 mar 2004 | Kitt Peak        | Spacewatch      | —         | MPC                           |
| 382860     | 2004 FT84  | 18 mar 2004 | Socorro          | LINEAR          | —         | MPC                           |
| 382861     | 2004 FZ96  | 23 mar 2004 | Socorro          | LINEAR          | —         | MPC                           |
| 382862     | 2004 FS97  | 23 mar 2004 | Socorro          | LINEAR          | —         | MPC                           |
| 382863     | 2004 FD109 | 24 mar 2004 | Anderson Mesa    | LONEOS          | —         | MPC                           |
| 382864     | 2004 FP125 | 27 mar 2004 | Socorro          | LINEAR          | —         | MPC                           |
| 382865     | 2004 FV127 | 27 mar 2004 | Socorro          | LINEAR          | —         | MPC                           |
| 382866     | 2004 FM155 | 17 mar 2004 | Kitt Peak        | Spacewatch      | —         | MPC                           |
| 382867     | 2004 FT166 | 16 mar 2004 | Siding Spring    | SSS             | —         | MPC                           |
| 382868     | 2004 GK14  | 13 abr 2004 | Catalina         | CSS             | —         | MPC                           |
| 382869     | 2004 GX67  | 13 abr 2004 | Kitt Peak        | Spacewatch      | —         | MPC                           |
| 382870     | 2004 HR31  | 19 abr 2004 | Socorro          | LINEAR          | —         | MPC                           |
| 382871     | 2004 HS44  | 21 abr 2004 | Socorro          | LINEAR          | —         | MPC                           |
| 382872     | 2004 HB61  | 24 abr 2004 | Kitt Peak        | Spacewatch      | Juno      | MPC                           |
| 382873     | 2004 JJ23  | 13 mai 2004 | Kitt Peak        | Spacewatch      | —         | MPC                           |
| 382874     | 2004 JQ51  | 14 mai 2004 | Socorro          | LINEAR          | —         | MPC                           |
| 382875     | 2004 KE1   | 19 mai 2004 | Kitt Peak        | Spacewatch      | —         | MPC                           |
| 382876     | 2004 KQ15  | 19 mai 2004 | Kitt Peak        | Spacewatch      | —         | MPC                           |
| 382877     | 2004 LX1   | 7 jun 2004  | Palomar          | NEAT            | —         | MPC                           |
| 382878     | 2004 LM5   | 23 mai 2004 | Socorro          | LINEAR          | —         | MPC                           |
| 382879     | 2004 LD6   | 13 jun 2004 | Palomar          | NEAT            | —         | MPC                           |
| 382880     | 2004 LF10  | 13 jun 2004 | Palomar          | NEAT            | —         | MPC                           |
| 382881     | 2004 LV11  | 12 jun 2004 | Siding Spring    | SSS             | —         | MPC                           |
| 382882     | 2004 LV26  | 12 jun 2004 | Socorro          | LINEAR          | Juno      | MPC                           |
| 382883     | 2004 ML8   | 16 jun 2004 | Kitt Peak        | Spacewatch      | —         | MPC                           |
| 382884     | 2004 NZ22  | 11 jul 2004 | Socorro          | LINEAR          | —         | MPC                           |
| 382885     | 2004 NY25  | 11 jul 2004 | Socorro          | LINEAR          | —         | MPC                           |
| 382886     | 2004 PT26  | 9 ago 2004  | Anderson Mesa    | LONEOS          | Juno      | MPC                           |
| 382887     | 2004 PJ27  | 8 ago 2004  | Reedy Creek      | J. Broughton    | —         | MPC                           |
| 382888     | 2004 PD40  | 9 ago 2004  | Socorro          | LINEAR          | —         | MPC                           |
| 382889     | 2004 PG54  | 8 ago 2004  | Anderson Mesa    | LONEOS          | —         | MPC                           |
| 382890     | 2004 PW55  | 8 ago 2004  | Anderson Mesa    | LONEOS          | Eos       | MPC                           |
| 382891     | 2004 PK63  | 10 ago 2004 | Socorro          | LINEAR          | —         | MPC                           |
| 382892     | 2004 PN85  | 10 ago 2004 | Socorro          | LINEAR          | —         | MPC                           |
| 382893     | 2004 PC88  | 11 ago 2004 | Socorro          | LINEAR          | —         | MPC                           |
| 382894     | 2004 PK95  | 12 ago 2004 | Palomar          | NEAT            | —         | MPC                           |
| 382895     | 2004 QS9   | 21 ago 2004 | Siding Spring    | SSS             | —         | MPC                           |
| 382896     | 2004 QM17  | 25 ago 2004 | Socorro          | LINEAR          | —         | MPC                           |
| 382897     | 2004 QZ18  | 21 ago 2004 | Catalina         | CSS             | —         | MPC                           |
| 382898     | 2004 QJ19  | 23 ago 2004 | Siding Spring    | SSS             | Phocaea   | MPC                           |
| 382899     | 2004 QM27  | 23 ago 2004 | Siding Spring    | SSS             | —         | MPC                           |
| 382900     | 2004 RH8   | 6 set 2004  | Altschwendt      | W. Ries         | —         | MPC                           |

## 382901–383000
| Designação | Designação | Descoberta  | Descoberta    | Descobridor(es)     | Categoria | Mais informações / Referência |
| Permanente | Provisória | Data        | Local         | Descobridor(es)     | Categoria | Mais informações / Referência |
| ---------- | ---------- | ----------- | ------------- | ------------------- | --------- | ----------------------------- |
| 382901     | 2004 RY68  | 8 set 2004  | Socorro       | LINEAR              | —         | MPC                           |
| 382902     | 2004 RN71  | 8 set 2004  | Socorro       | LINEAR              | —         | MPC                           |
| 382903     | 2004 RB77  | 8 set 2004  | Socorro       | LINEAR              | —         | MPC                           |
| 382904     | 2004 RT81  | 8 set 2004  | Socorro       | LINEAR              | —         | MPC                           |
| 382905     | 2004 RD105 | 8 set 2004  | Palomar       | NEAT                | Phocaea   | MPC                           |
| 382906     | 2004 RM120 | 7 set 2004  | Kitt Peak     | Spacewatch          | —         | MPC                           |
| 382907     | 2004 RZ139 | 8 set 2004  | Socorro       | LINEAR              | —         | MPC                           |
| 382908     | 2004 RY158 | 10 set 2004 | Socorro       | LINEAR              | —         | MPC                           |
| 382909     | 2004 RF168 | 8 set 2004  | Socorro       | LINEAR              | —         | MPC                           |
| 382910     | 2004 RL190 | 19 ago 2004 | Socorro       | LINEAR              | —         | MPC                           |
| 382911     | 2004 RA191 | 10 set 2004 | Socorro       | LINEAR              | Eos       | MPC                           |
| 382912     | 2004 RR194 | 10 set 2004 | Socorro       | LINEAR              | —         | MPC                           |
| 382913     | 2004 RA196 | 10 set 2004 | Socorro       | LINEAR              | —         | MPC                           |
| 382914     | 2004 RK199 | 10 set 2004 | Socorro       | LINEAR              | Eos       | MPC                           |
| 382915     | 2004 RJ200 | 10 set 2004 | Socorro       | LINEAR              | Phocaea   | MPC                           |
| 382916     | 2004 RX207 | 11 set 2004 | Socorro       | LINEAR              | —         | MPC                           |
| 382917     | 2004 RP214 | 11 set 2004 | Socorro       | LINEAR              | —         | MPC                           |
| 382918     | 2004 RU217 | 11 set 2004 | Socorro       | LINEAR              | —         | MPC                           |
| 382919     | 2004 RS245 | 10 set 2004 | Kitt Peak     | Spacewatch          | —         | MPC                           |
| 382920     | 2004 RO249 | 12 set 2004 | Kitt Peak     | Spacewatch          | —         | MPC                           |
| 382921     | 2004 RE254 | 6 set 2004  | Palomar       | NEAT                | —         | MPC                           |
| 382922     | 2004 RW324 | 13 set 2004 | Socorro       | LINEAR              | —         | MPC                           |
| 382923     | 2004 RZ339 | 20 ago 2004 | Catalina      | CSS                 | —         | MPC                           |
| 382924     | 2004 RJ341 | 11 set 2004 | Socorro       | LINEAR              | —         | MPC                           |
| 382925     | 2004 SJ52  | 18 set 2004 | Socorro       | LINEAR              | —         | MPC                           |
| 382926     | 2004 SL53  | 22 set 2004 | Socorro       | LINEAR              | —         | MPC                           |
| 382927     | 2004 TG13  | 8 out 2004  | Socorro       | LINEAR              | —         | MPC                           |
| 382928     | 2004 TA59  | 5 out 2004  | Kitt Peak     | Spacewatch          | —         | MPC                           |
| 382929     | 2004 TP59  | 5 out 2004  | Kitt Peak     | Spacewatch          | Phocaea   | MPC                           |
| 382930     | 2004 TO61  | 5 out 2004  | Anderson Mesa | LONEOS              | —         | MPC                           |
| 382931     | 2004 TD79  | 4 out 2004  | Socorro       | LINEAR              | Phocaea   | MPC                           |
| 382932     | 2004 TU95  | 5 out 2004  | Kitt Peak     | Spacewatch          | —         | MPC                           |
| 382933     | 2004 TT119 | 14 set 2004 | Socorro       | LINEAR              | —         | MPC                           |
| 382934     | 2004 TM144 | 4 out 2004  | Kitt Peak     | Spacewatch          | —         | MPC                           |
| 382935     | 2004 TP155 | 6 out 2004  | Kitt Peak     | Spacewatch          | —         | MPC                           |
| 382936     | 2004 TQ158 | 6 out 2004  | Kitt Peak     | Spacewatch          | —         | MPC                           |
| 382937     | 2004 TK175 | 9 out 2004  | Socorro       | LINEAR              | —         | MPC                           |
| 382938     | 2004 TK194 | 7 out 2004  | Kitt Peak     | Spacewatch          | Eos       | MPC                           |
| 382939     | 2004 TS240 | 10 out 2004 | Socorro       | LINEAR              | —         | MPC                           |
| 382940     | 2004 TM241 | 10 out 2004 | Socorro       | LINEAR              | —         | MPC                           |
| 382941     | 2004 TV277 | 9 out 2004  | Kitt Peak     | Spacewatch          | —         | MPC                           |
| 382942     | 2004 TD287 | 9 out 2004  | Socorro       | LINEAR              | —         | MPC                           |
| 382943     | 2004 TU309 | 18 set 2004 | Socorro       | LINEAR              | —         | MPC                           |
| 382944     | 2004 TA316 | 11 out 2004 | Kitt Peak     | Spacewatch          | —         | MPC                           |
| 382945     | 2004 TM333 | 9 out 2004  | Kitt Peak     | Spacewatch          | —         | MPC                           |
| 382946     | 2004 TW335 | 10 out 2004 | Kitt Peak     | Spacewatch          | —         | MPC                           |
| 382947     | 2004 TQ343 | 14 out 2004 | Kitt Peak     | Spacewatch          | —         | MPC                           |
| 382948     | 2004 TP357 | 6 out 2004  | Kitt Peak     | Spacewatch          | —         | MPC                           |
| 382949     | 2004 UA5   | 18 out 2004 | Socorro       | LINEAR              | —         | MPC                           |
| 382950     | 2004 VP10  | 3 nov 2004  | Catalina      | CSS                 | —         | MPC                           |
| 382951     | 2004 VB11  | 3 nov 2004  | Catalina      | CSS                 | —         | MPC                           |
| 382952     | 2004 VA13  | 3 nov 2004  | Palomar       | NEAT                | —         | MPC                           |
| 382953     | 2004 VH16  | 4 nov 2004  | Needville     | Needville Obs.      | —         | MPC                           |
| 382954     | 2004 VY24  | 4 nov 2004  | Anderson Mesa | LONEOS              | —         | MPC                           |
| 382955     | 2004 VJ31  | 3 nov 2004  | Kitt Peak     | Spacewatch          | —         | MPC                           |
| 382956     | 2004 VG77  | 12 nov 2004 | Catalina      | CSS                 | —         | MPC                           |
| 382957     | 2004 VG90  | 11 nov 2004 | Kitt Peak     | Spacewatch          | —         | MPC                           |
| 382958     | 2004 VD130 | 9 nov 2004  | Catalina      | CSS                 | —         | MPC                           |
| 382959     | 2004 XL17  | 3 dez 2004  | Kitt Peak     | Spacewatch          | —         | MPC                           |
| 382960     | 2004 XM21  | 8 dez 2004  | Socorro       | LINEAR              | —         | MPC                           |
| 382961     | 2004 XX23  | 9 dez 2004  | Socorro       | LINEAR              | —         | MPC                           |
| 382962     | 2004 XK40  | 10 dez 2004 | Socorro       | LINEAR              | —         | MPC                           |
| 382963     | 2004 XS44  | 2 dez 2004  | Catalina      | CSS                 | —         | MPC                           |
| 382964     | 2004 XH58  | 10 dez 2004 | Kitt Peak     | Spacewatch          | Eos       | MPC                           |
| 382965     | 2004 XQ92  | 11 dez 2004 | Socorro       | LINEAR              | —         | MPC                           |
| 382966     | 2004 XX96  | 11 dez 2004 | Kitt Peak     | Spacewatch          | —         | MPC                           |
| 382967     | 2004 XQ120 | 14 dez 2004 | Socorro       | LINEAR              | —         | MPC                           |
| 382968     | 2004 XH122 | 9 dez 2004  | Vail-Jarnac   | Jarnac Obs.         | —         | MPC                           |
| 382969     | 2004 XH133 | 15 dez 2004 | Kitt Peak     | Spacewatch          | Eos       | MPC                           |
| 382970     | 2004 XE135 | 15 dez 2004 | Socorro       | LINEAR              | —         | MPC                           |
| 382971     | 2005 AX12  | 6 jan 2005  | Socorro       | LINEAR              | —         | MPC                           |
| 382972     | 2005 AK26  | 12 jan 2005 | Socorro       | LINEAR              | —         | MPC                           |
| 382973     | 2005 AP34  | 20 dez 2004 | Mount Lemmon  | Mount Lemmon Survey | —         | MPC                           |
| 382974     | 2005 AN40  | 15 jan 2005 | Socorro       | LINEAR              | —         | MPC                           |
| 382975     | 2005 AL59  | 15 jan 2005 | Socorro       | LINEAR              | Eos       | MPC                           |
| 382976     | 2005 AG62  | 15 jan 2005 | Kitt Peak     | Spacewatch          | —         | MPC                           |
| 382977     | 2005 AY70  | 15 jan 2005 | Kitt Peak     | Spacewatch          | —         | MPC                           |
| 382978     | 2005 BW2   | 18 jan 2005 | Sandlot       | G. Hug              | —         | MPC                           |
| 382979     | 2005 BK14  | 20 jan 2005 | Wrightwood    | J. W. Young         | —         | MPC                           |
| 382980     | 2005 BD46  | 16 jan 2005 | Mauna Kea     | C. Veillet          | —         | MPC                           |
| 382981     | 2005 CA2   | 1 fev 2005  | Palomar       | NEAT                | —         | MPC                           |
| 382982     | 2005 CR15  | 2 fev 2005  | Socorro       | LINEAR              | —         | MPC                           |
| 382983     | 2005 CS19  | 2 fev 2005  | Catalina      | CSS                 | —         | MPC                           |
| 382984     | 2005 CU21  | 3 fev 2005  | Socorro       | LINEAR              | —         | MPC                           |
| 382985     | 2005 CZ26  | 1 fev 2005  | Kitt Peak     | Spacewatch          | Flora     | MPC                           |
| 382986     | 2005 CM37  | 4 fev 2005  | Mayhill       | A. Lowe             | —         | MPC                           |
| 382987     | 2005 EW10  | 2 mar 2005  | Kitt Peak     | Spacewatch          | —         | MPC                           |
| 382988     | 2005 EW41  | 2 mar 2005  | Kitt Peak     | Spacewatch          | —         | MPC                           |
| 382989     | 2005 EE50  | 3 mar 2005  | Catalina      | CSS                 | —         | MPC                           |
| 382990     | 2005 EN73  | 3 mar 2005  | Kitt Peak     | Spacewatch          | —         | MPC                           |
| 382991     | 2005 EJ88  | 8 mar 2005  | Anderson Mesa | LONEOS              | —         | MPC                           |
| 382992     | 2005 EV157 | 9 mar 2005  | Mount Lemmon  | Mount Lemmon Survey | —         | MPC                           |
| 382993     | 2005 ED190 | 11 mar 2005 | Mount Lemmon  | Mount Lemmon Survey | —         | MPC                           |
| 382994     | 2005 EY291 | 10 mar 2005 | Catalina      | CSS                 | —         | MPC                           |
| 382995     | 2005 GO10  | 1 abr 2005  | Kitt Peak     | Spacewatch          | —         | MPC                           |
| 382996     | 2005 GR227 | 5 abr 2005  | Anderson Mesa | LONEOS              | —         | MPC                           |
| 382997     | 2005 HY3   | 28 abr 2005 | Mayhill       | A. Lowe             | —         | MPC                           |
| 382998     | 2005 JL19  | 4 mai 2005  | Kitt Peak     | Spacewatch          | —         | MPC                           |
| 382999     | 2005 JS80  | 4 mai 2005  | Catalina      | CSS                 | —         | MPC                           |
| 383000     | 2005 JH107 | 12 mai 2005 | Mount Lemmon  | Mount Lemmon Survey | —         | MPC                           |